# Período helenístico

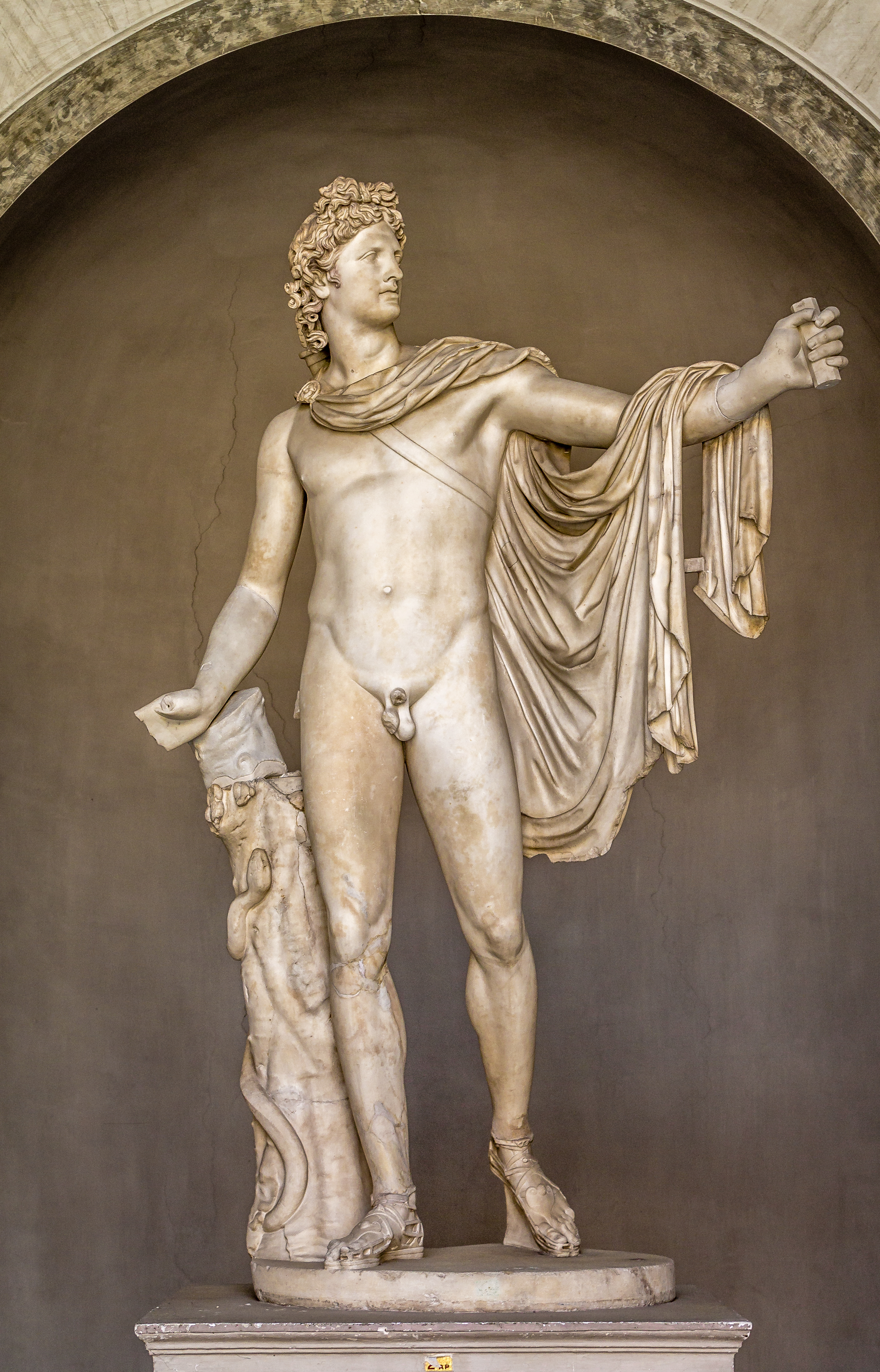
El Apolo de Belvedere. Es una copia romana del, se basa en un original perdido de finales del, aunque es muy probable que sea un pastiche basado en más de un original. Según Fleming y Honour, su postura casi danzarina, su físico afeminado, complejo peinado y rostro bello contrasta con las estatuas masculinas de la Atenas del. Debe mencionarse que con Alejandro Magno se estableció entre los griegos la moda de ir afeitado.

Se denomina período helenístico, helenismo o periodo alejandrino (Ἑλληνισμός en griego clásico; Ελληνιστική περίοδος en griego moderno; Hellenismus en latín) a una etapa de la Antigüedad mediterránea posterior a la Grecia Clásica, sus límites son las muertes de Alejandro Magno (323 a. C.) y de Cleopatra VII y Marco Antonio (30 a. C.). Le sigue el predominio del Imperio romano conseguido por su conquista del Egipto ptolemaico, que significó el final del último gran Estado helenístico. El término helenístico viene del verbo hellazein, que significa «hablar griego o identificarse con los griegos» y se refiere a las sociedades influenciadas por la cultura griega después de las conquistas de Alejandro Magno. Debe distinguirse de helénico, que se refiere directamente a pueblos de etnia griega y que proviene de la palabra griega antigua Hellás (Ἑλλάς), que se usaba para referirse al territorio propiamente griego.
Después que el Reino de Macedonia conquistó al Imperio aqueménida en 330 a. C., desintegrándose poco después, se establecieron reinos helenísticos en Asia Occidental (seléucidas y atálidas), Balcanes (antigónidas), Norte de África (Egipto ptolemaico) y Asia del Sur (grecobactrianos e indogriegos). Las principales dinastías surgidas fueron los seléucidas, antigónidas y ptolemaicos. Así, vastos territorios acostumbrados a ser gobernados por oficiales persas que hablaban arameo pasaron a ser gobernados por nobles macedonios greco parlantes. Esto resultó en la afluencia de colonos griegos y la exportación de su cultura e idioma a estos nuevos reinos, creando un espacio cultural que llegaba hasta el subcontinente indio. Estos nuevos reinos también fueron influenciados por las culturas indígenas, adoptando prácticas locales cuando se consideraban beneficiosas, necesarias o convenientes. Así, el helenismo representa una fusión entre la cultura griega clásica y las de Asia y África. Dicho sincretismo en creencias religiosas y rituales fue alentado por los gobernantes helenos para legitimar su poder ante los locales.
Como resultado surgió el griego koiné (κoινή, «común»), una versión simplificada del dialecto ático, que se convirtió en la lengua franca de esa parte del mundo gracias a que se instaló un sistema educacional que adoctrinó a los hijos de los aristócratas locales en la filosofía, matemáticas, ciencias naturales, ideales de belleza y orden y reverencia por el atletismo que tenían los griegos. Al mismo tiempo, ciudades clásicas como Atenas, Esparta o Tebas, entre otras, entraron en decadencia y el centro cultural del mundo griego pasó de Atenas a Alejandría y en menor medida Pérgamo, Antioquía del Orontes, Siracusa Seleucia del Tigris y Rodas. El impacto fue tal que siglos después, escritores griegos y romanos relataban que el griego era una lengua muy usada en Egipto, Siria e incluso lejano Oriente, que las obras de Homero, Eurípides o Sófocles se leían por toda Asia, especialmente entre la nobleza persa, y los habitantes de India, Bactriana y el Cáucaso adoraban a los dioses olímpicos.
Se fundaron numerosas ciudades que siguieron el modelo de las polis (ciudades-estado) clásicas, con constituciones escritas, ciudadanía limitada y edificios públicos, incluidos templos, gimnasios,  mercados y bibliotecas basadas en la arquitectura griega. Sin embargo, los grandes y ricos reinos establecidos por los sucesores de Alejandro Magno, junto a la monarquía de Siracusa, desplazaron a las polis como las principales unidades políticas. Así, la cultura política basada en asambleas de ciudadanos que debatían la política de su ciudad y la defendían como soldados a tiempo parcial fue reemplazada por una dominada por reyes gobernantes y hombres de negocios. El sentimiento de lealtad patriótica a la polis fue suplantado un cosmopolitismo sin fidelidad a ningún Estado en particular. En consecuencia, los ciudadanos se volvieron más individualistas, lo que se ejemplifica en el surgimiento de escuelas filosóficas centradas en la vida personal y de las religiones mistéricas. A nivel religioso, la ética pasó a quedar cada vez más en mano de distintas escuelas filosóficas, hubo nuevas interpretaciones para los dioses olímpicos o se los identificó con foráneos, y se introdujo un culto extranjero que satisfacía las necesidades que los ritos tradicionales no podían cumplir.
Los eruditos e historiadores están divididos sobre qué evento señala el fin de la era helenística. Existe una amplia gama cronológica de fechas propuestas que han incluido la conquista final del corazón del mundo griego por la República romana en el 146 a. C., después de la guerra aquea, la derrota del Egipto ptolemaico en Accio en el 31 a. C., después de la muerte de Adriano en el 138, o el traslado de la capital de Roma a Constantinopla por Constantino el Grande en 330. Sin embargo, la mayoría de los eruditos y arqueólogos lo fechan en el 31 o 30 a. C..

## Etimología
El término «helenístico» lo usó por primera vez el historiador alemán Johann Gustav Droysen en Geschichte des Hellenismus (1836 y 1843), a partir de un criterio lingüístico y cultural, es decir, la difusión de la cultura propia de las regiones en las que se hablaba el griego (ἑλληνίζειν, hellênizein), o directamente relacionadas con la Hélade a través del propio idioma. Siguiendo a Droysen, los términos helenístico y helenismo han sido usados en múltiples contextos. El teólogo inglés Matthew Arnold usa helenismo en contraste de hebraísmo.

## Historia

### La conquista de Alejandro Magno,sigloIVa.C.

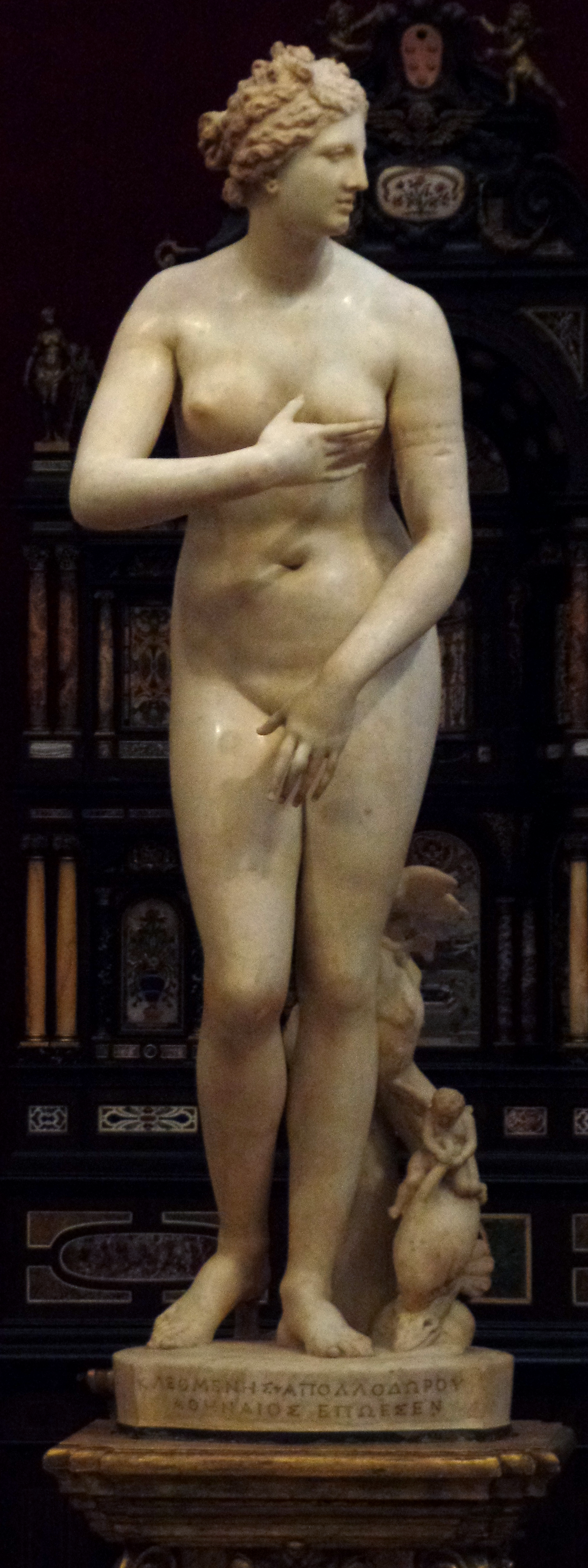
La Venus de Médici. Es la mejor conservada de las 33 copias o versiones conocidas de una original perdida y que pudo realizar en los siglos o. Según Fleming y Honour, la primera pudo ser influenciada por la Afrodita de Cnido, aunque es menos idealizada y más rolliza y flácida, mostrando un atisbo de coquetería en su giro de cabeza y una actitud seductora con su gesto protector en las manos. Se denota el típico tratamiento del mármol en el período, buscando que su textura se asemejara a la suavidad y calidez de la carne para indicar elegancia, mundanidad y sofisticación a la vez.

Victoriosas sobre el Imperio aqueménida en las guerras médicas, las polis (ciudades-estado) de la Hélade rápidamente se debilitaron en la larga guerra del Peloponeso, sin embargo, los persas no pudieron aprovecharse por sus propios problemas internos. La situación en que las polis y los persas desperdiciaron sus recursos en continuas guerras endémicas continuó por décadas, mientras que al norte de la Hélade Filipo II llegaba al trono del Reino de Macedonia en 358 a. C., quien rápidamente aseguró su poder sobre todo su reino, creó un ejército bien entrenado y empezó a intervenir en la política interna griega. Veinte años después, habiendo vencido a atenienses y tebanos, impuso su paz y fue proclamado hegemón de la Liga de Corinto contra los persas. Sin embargo, en 336 a. C., fue asesinado y su hijo de 20 años fue proclamado rey como Alejandro III, siendo reconocido como nuevo hegemón después de su aplastante victoria sobre Tebas dos años más tarde. Durante su breve reinado Macedonia pasó de ser un pequeño reino balcánico a la fuerza conquistadora del imperio de Darío III Codomano, venciéndole en tres grandes batallas: río Gránico, Issos y Gaugamela. Después, Alejandro Magno se dedicó a la lenta y difícil conquista de las satrapías de Asia Central y asegurar el dominio sobre el valle del río Indo. En ese momento, presionado por sus agotadas tropas, hubo de renunciar a proseguir con su epopeya, regresando a lo que se había convertido en el núcleo de su imperio, Babilonia. Probablemente él esperaba que esta ciudad se volviera la capital de su reino y de su proyecto cultural, pero su corta vida trunco esos planes.
En ese momento sus dominios se extendían desde el río Danubio al Indo y desde Egipto hasta el río Sir Daria. Para asegurar su poder, trató de asociar la clase dirigente del fenecido imperio de los persas a la estructura administrativa macedonia, creando una monarquía que mezclara la herencia cultural helénica y asiática, pero su prematura muerte en 323 a. C., cancelo sus planes. Para empeorar todo, no se había preocupado de dejar establecida ninguna sucesión. Tenía un medio hermano por parte de padre y que era retrasado mental, Filipo Arrideo, y dos hijos: Heracles, hijo bastardo nacido de una concubina llamada Barsine, y Alejandro IV, quien nació de su esposa Roxana meses después de su muerte.

### El período de los diádocos, 323–281a.C.
De esta forma, los llamados diádocos (διάδοχοι, «sucesores»), es decir, los generales de Alejandro Magno, empezaron a combatir entre sí por el control del imperio durante 40 años hasta el año 281 a. C.. En el proceso, la familia del fenecido rey de Macedonia, su madre Olimpia, su hermana Cleopatra, y sus dos hijos fueron asesinados y su imperio rápidamente se fragmentó. Inicialmente se pensó en un regente, eligiéndose al viejo general Antípatro de Macedonia, quien murió sorpresivamente y Pérdicas asumió el cargo, pero cuando intentó someter al sátrapa de Egipto, Ptolomeo, fue asesinado y la regencia fue disputada entre Casandro, hijo de Antípatro, y Poliperconte, nombrado por Antípatro. Casandro se alió con los sátrapas Ptolomeo, Lisímaco y Antígono contra Poliperconte y Eumenes, venciendo los primeros. La disputa por quien era el guardián de los reyes se resolvió cuando la familia real fue asesinada por Casandro y los sátrapas se proclamaron abiertamente reyes. De estos, Antígono se consideraba el legítimo heredero de todo el imperio y creó el reino más fuerte, pero fue vencido y muerto por una alianza de los demás diádocos en Ipsos. Luego, los vencedores siguieron disputándose el botín hasta la muerte de Lisímaco en Corupedio y el regicidio del antiguo oficial de Alejandro Magno, Seleuco. El profesor John Warry especulaba que quizás Alejandro III, poco antes de morir, vio que era inevitable la fragmentación y guerra civil entre esos señores de la guerra y por ello no se molestó en nombrar un sucesor.

### El equilibrio delsigloIIIa.C.
De esta forma, se estableció a inicios del siglo III a. C. un precario equilibrio entre las tres dinastías descendientes de los diádocos, los llamados epígonos (επιγονος, «los nacidos después»): los antigónidas en Macedonia, los seléucidas en Medio Oriente y los ptolemaicos en Egipto. Se les unían estados menores relacionados con ellos, como los atálidas en el Reino de Pérgamo, Magas de Cirene, Hierón II de Siracusa y los reinos de la costa anatolia del mar Negro (Bitinia, Paflagonia, Ponto, Capadocia, Armenia y Atropatene). Sin embargo, equilibrio no significó la paz, pues seléucidas y ptolemaicos continuaron gastando sus recursos en guerras por el control del Levante, destacando el gran choque en Rafia. Las anteriores guerras permitieron a las polis griegas recuperar parte de su independencia, aunque muchas habían perdido definitivamente su poder e influencia.
En el caso de los seléucidas, su extenso y heterogéneo imperio demostró ser difícil de mantener y pronto sus monarcas empezaron a perder el control de varias partes hasta que Antíoco III el Grande consiguió revitalizarlo a finales de la centuria. En el proceso, a mediados de siglo, Diodoto I se proclamó independiente y creó el Reino grecobactriano, pero Antíoco III conseguiría reimponer la soberanía seléucida durante su campaña oriental.
Por su parte, los ptolemaicos vivieron una esplendorosa centuria gracias a reyes buenos y estables. El antes sátrapa y luego rey Ptolomeo I supo mantenerse al margen de las guerras de los demás diádocos en la medida de lo posible y asegurar su dominio sobre Egipto, fundando ciudades y atrayendo colonos para generar una nueva clase gobernante. Adoptó los rituales y el arte de la religión egipcia al darse cuenta de que no podía helenizar a los nativos, pero también fue un mecenas de las artes y la literatura. Murió pacíficamente en 283 a. C., siendo sucedido por su hijo Ptolomeo II Filadelfo, con quien el mecenazgo y la prosperidad económica continuaron, convirtiendo a Egipto en la principal potencia naval del Mediterráneo, pero también se iniciaron las disputas por la Celesiria con los seléucidas. Sabedores que para que su reino fuera rico y poderoso, no podían permanecer aislados. Los tolemaicos construyeron una gran flota y establecieron «puntos de apoyo» en la Hélade y zonas helenizadas del Levante, Chipre y la costa sur de Asia Menor; desde tiempos muy remotos, los egipcios buscaron dominar zonas como el Levante para tener una zona defensiva frente a los poderes de Anatolia, Siria y Mesopotamia. Con su capital en el extremo norte del país, algo impensable para los faraones antiguos, nunca avanzaron al sur de la primera catarata hacia Nubia: «El Egipto ptolemaico era más una potencia mediterránea y menos africana que el antiguo Egipto faraónico». Con Ptolomeo III Evergetes llegaron a invadir el reino de los seléucidas y conquistar algunas partes de Asia Menor, marcando los límites de su expansión territorial. Finalmente, durante el reinado Ptolomeo IV Filopátor el gobierno cayó en manos de ministros corruptos por la dejadez del monarca que impidieron sacar cualquier provecho diplomático de la victoria en Rafia y en el país empezaron a estallar revueltas entre los nativos.
A inicios de siglo también se dio una invasión de celtas que vencieron a un ejército de polis griegas en Termópilas e intentaron saquear Delfos, pero acabaron siendo masacrados. Sin embargo, en Macedonia fueron capaces de vencer y matar al rey Ptolomeo Cerauno. Dicho reino había perdido muchos hombres en edad militar en las últimas décadas, pues Alejandro Magno y los diádocos los reclutaron para sus campañas. Además, había atravesado décadas de guerras civiles que acabaron con la mencionada extinción de la familia real hasta que en 277 a. C., Antígono II Gónatas pudo asegurar el trono (era nieto del diádoco Antígono I), aniquilar a los celtas y derrotar a atenienses, espartanos y ptolemaicos que intentaban acabar con el poder macedonio en Grecia. Por su parte, los celtas cruzaron el mar de Mármara, entraron en Anatolia y fundaron Galacia hasta ser vencidos por Antíoco I. Sin embargo, por décadas continuaron chantajeando a los pequeños reinos de la región hasta que Atalo I los derrotó. A partir de ese momento, el insignificante reino de los atálidas se volvió una potencia que dominó Anatolia durante un breve lapso de tiempo.
La dinastía antigónida fue capaz de reconstruir el poder militar de Macedonia, aunque jamás fue tan rica como los ptolemaicos o seléucidas. Su descendiente, Antígono III, logró vencer a dárdanos, ilirios, etolios, tesalianos y espartanos. Sin embargo, su sucesor Filipo V se involucró en la segunda guerra púnica como aliado de Aníbal Barca e incitó las políticas antirromanas en las polis griegas. Finalmente, fue vencido en Cinoscéfalas, viéndose recluido a Macedonia y sufriendo una paz muy dura en términos financieros y militares. Los romanos no se anexaron Macedonia, prefirieron tenerla como un estado tapón con los bárbaros del norte. Mientras, liberadas de la influencia macedonia, las polis griegas interpretaron la situación como un retorno a la completa independencia sin entender que los romanos esperaban su lealtad en una relación de patrón-cliente. Ante la mayor intervención en su política interna, muchas ciudades empezaron a enfrentarse sin éxito a los romanos e incluso pidieron la intervención de Antíoco III, quien también fallo.

### El final político del helenismo y el auge romano,sigloIIa.C.

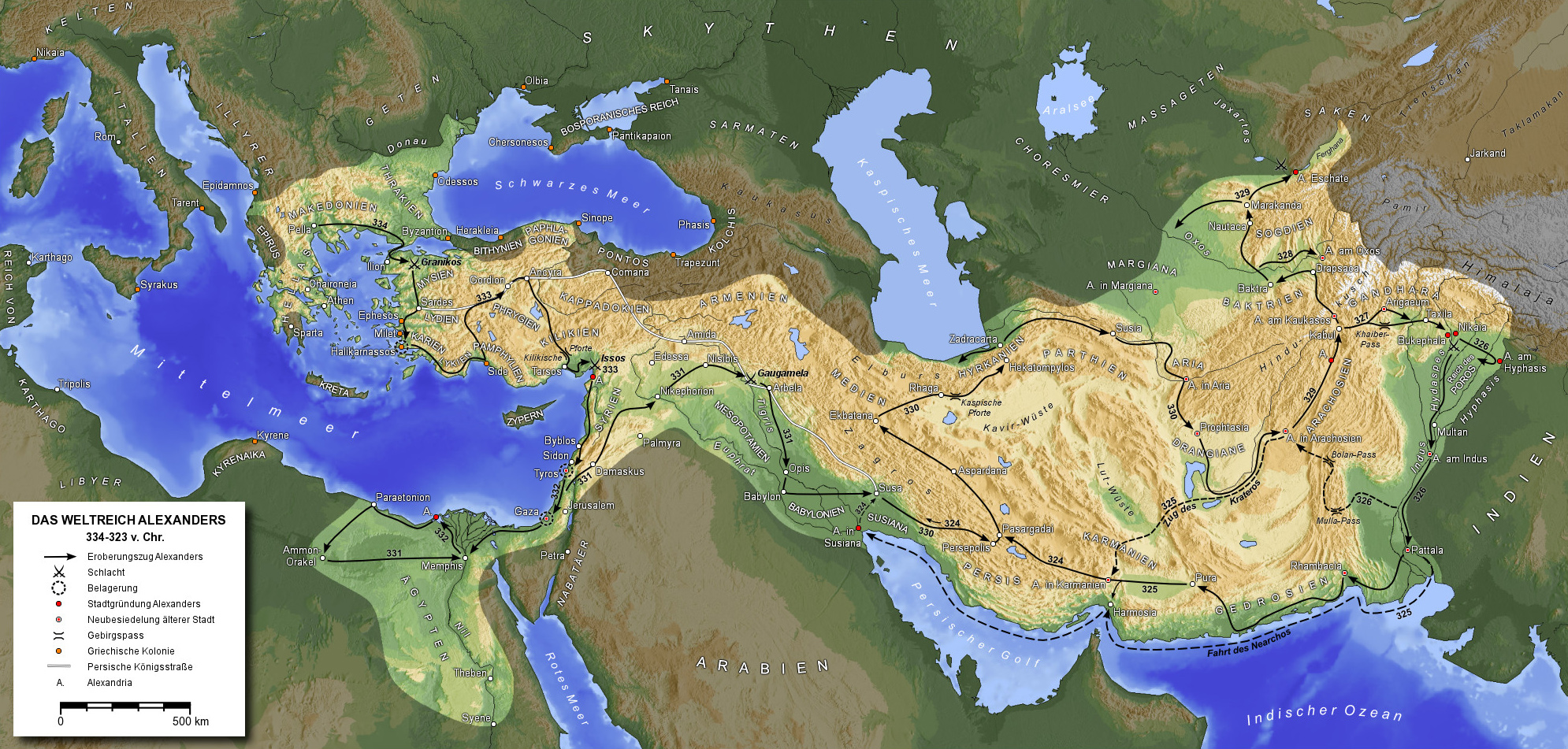
Mapa del Imperio macedonio creado por las campañas de Alejandro Magno. En rojo aparecen las ciudades que el monarca fundó y en flechas negras la progresión de su expedición.

Durante el siglo II a. C., todos los reinos helenísticos se vieron afectados por la creciente influencia de los romanos. En Egipto, la debilidad iniciada con Ptolomeo IV no cambio con su hijo, Ptolomeo V, quien subió al trono siendo un niño, pero acabó alcanzando un final exitoso para las guerras con los seléucidas a pesar de que Antíoco III y Filipo V planearon dividir su reino. Además, fue el primero de su dinastía en coronarse faraón en una ceremonia nativa en Menfis en 196 a. C.. Su hijo, Ptolomeo VI, también fue entronizado siendo un niño y con él se inició un período de asesinatos, destierros y guerras civiles. Incluso se ha teorizado que los matrimonios incestuosos de la familia pudieron afectar negativamente las capacidades mentales de las generaciones posteriores de ptolemaicos. A mediados de la centuria, los pretendientes al trono recayeron cada vez más en el hábito de pedir la ayuda de los romanos para conseguir el poder, lo que significó una paulatina pérdida de independencia.
En Asia, en el proceso de revitalizar su reino, Antíoco III acabó enfrentándose a los romanos y fue vencido, viéndose expulsado de Anatolia o Asia Menor hasta los montes Tauros en 188 a. C.. Su debilidad se hizo patente en 168 a. C., cuando Antíoco IV Epífanes estaba por invadir Egipto y una embajada romana le obligó a retirarse. Al mismo tiempo, Antíoco IV intentó helenizar por la fuerza a los judíos, ocasionando el surgimiento de los macabeos y la pérdida de Judea. Sin embargo, el mayor problema para los seléucidas vino del Oriente con los arsácidas creando el Imperio parto a sus expensas. A mediados de siglo, ante tal debilidad, surgieron en Mesopotamia numerosas dinastías locales que proclamaron su independencia de los seléucidas. El problema fue tal que en cuando los reyes Demetrio II y Antíoco VII intentaron recuperar los territorios perdidos, el primero fue capturado en 139 a. C., y el segundo muerto en 129 a. C.. Tras vencer a Antíoco VII, el rey arsácida Fraates II se decidió a invadir Siria, pero sus dominios fueron amenazados en el este por los tocarios, quienes le vencieron y dieron muerte poco después. Después de esta última derrota, los seléucidas se sumergieron en guerras civiles y dejaron de ser un gran poder en el escenario internacional. Luego, el arsácida Mitrídates II el Grande conquistó definitivamente Mesopotamia y convirtió en vasallos a los reinos menores de Caracene, Adiabene, Sofene, Osroene, Corduene y Zabdicene, mientras que otorgó autonomía a las ciudades Seleucia del Tigris, Nínive y Hatra.
En cuanto a los grecobactrianos, recuperaron su independencia después del retorno de Antíoco III a Mesopotamia siendo coronado Eutidemo I. Con Demetrio I se expandieron al valle del río Indo y aún más al este, pero Eucrátides el Grande se rebeló y derrocó a su dinastía, apoderándose de Bactria. Así se formaron dos dinastías rivales, los eutidémicos en el subcontinente indio gobernando el Reino indogriego y los eucrátidas en Bactria. Estos últimos desaparecieron a mediados de siglo por la invasión de los sakas y luego de los tocarios.
En Macedonia, Filipo V siguió generando desconfianza entre los romanos, especialmente después de vencer y desplazar a algunas tribus tracias. Finalmente, fue sucedido por su hijo antirromano Perseo, quien renovó su alianza con Roma, pero buscó el apoyo de los seléucidas y consolidar su poder en Macedonia y Grecia. Esto acabó por llevar a la República romana a declararle la guerra, siendo vencido definitivamente en Pidna. El cada vez mayor involucramiento romano en la política griega y los errores de juicio de los antigónidas para enfrentar esa situación llevaron a que fuera la primera monarquía helenística en desaparecer. Poco después, en 146 a. C., la independencia de las polis griegas también desapareció, evento simbolizado por el saqueo de Corinto. Todas las ligas entre polis fueron disueltas, las democracias reemplazadas por aristocracias y toda la Hélade quedó a cargo del gobernador de la provincia de Macedonia. Las ciudades-estado griegas perdieron su autonomía política, pero también finalizaron los siglos de conflictos entre ellas.

### Conquista romana,sigloIa.C.
En Anatolia, al trono póntico ascendió Mitrídates el Grande, quien inició una política expansionista que le permitió conquistar la península de Crimea, pero también desencadeno las guerras mitridáticas con Roma que acabaron en su suicidio. Su aliado y yerno, el rey armenio Tigranes el Grande conquistó los pequeños reinos de la Mesopotamia septentrional (el armenio de Sofene, los asirios de Corduene y Adiabene, el árabe de Osroene y el medo de Atropatene) y los remanentes de los seléucidas en el Levante, pero después de su derrota en la tercera guerra mitridática cayeron bajo la influencia romana. En el reordenamiento que se dio en el Medio Oriente, el general romano Cneo Pompeyo Magno depuso al último monarca seléucida, Filipo II, y creó la provincia de Siria, creándose al este de la misma un cinturón de reinos árabes clientes de Roma, como Palmira, que se volvió un punto de comercio entre romanos y partos sin estar bajo el poder de ninguno. Entre tanto, en el este de Anatolia el proceso de helenización había sido exitoso en los reinos de Capadocia y de Comagene. En Egipto, los últimos reyes ptolemaicos no heredaron a Roma su reino, pero debido a las riñas familiares sus entronizaciones se debieron a su influencia, especialmente desde la dictadura de Lucio Cornelio Sila. De hecho, la dependencia fue tal que ninguno de estos monarcas pudo mantenerse en el trono sin ese soporte. La última reina efectivamente gobernante, Cleopatra VII, buscó activamente el apoyo de caudillos romanos como Cayo Julio César y luego Marco Antonio, quienes se volvieron sus parejas. Cuando fue vencida por Cayo Julio César Octaviano acabó suicidándose y su reino fue anexado a Roma, siendo el último gran Estado helenístico en desaparecer. El último reino helenístico independiente fue el indogriego de los eutidémicos, derrocados por los sakas a finales del siglo.

## Política

### La monarquía helenística
La legitimidad de las monarquías helenísticas se basaba en elementos como la continuidad dinástica, una relación privilegiada con los dioses (usualmente expresada en un culto a la familia real), asumir el rol de «benefactor» (ευεργέτης, evérgētes) y especialmente las victorias militares. Eran concebidas más como dominios personales del rey que como un Estado o reino propiamente tal. Sus monarcas eran reyes en un territorio, pero no del territorio, es decir, no estaban atados a una región geográfica específica, y aunque usaban títulos locales, nada significaban para las élites greco-macedónicas. Seleuco I trató de proyectarse como un nuevo «rey de Babilonia», título tradicional oriental, y los tolemaicos asumieron como faraones y se asociaron con el clero autóctono.
Según el historiador británico Edwyn Bevan, el rey (βασιλεύς, basileus), especialmente en Egipto, era como un terrateniente cuyas posesiones abarcaban todo el reino. Los funcionarios eran sus sirvientes personales y el ejército un instrumento de su voluntad, todos vinculados directamente a él, su empleador. Era «ley viviente y encarnada» (νόμος ἔμψυχος, nomos émpsychos) y siguiendo las ideas de a pitagóricos y estoicos como Isócrates, también se requería que un gobernante fuera fuerte, activo, piadoso, filántropo y generoso de todos, en especial, los más pobres. Su poder no estaba limitado por consejos o asamblea (ἐκκλησία, ekklesia), muy al contrario del período clásico en que las leyes eran expresión de la comunidad. El rey creaba a voluntad leyes (νόμοι, nomoi), reglamentos (διαγράμματα, diagrammata) y ordenanzas (πρόσταγμα, prostagma), usualmente en forma de cartas. En consecuencia, el orden y poderío de cada reino dependían casi exclusivamente de la voluntad y personalidad de su monarca. A los reyes le llegaban gran cantidad de cartas con quejas y peticiones, un enorme volumen de correspondencia que exigía gran parte de la jornada, especialmente para los primeros seléucidas y tolemaicos. Este trabajo agotador, al que se unían las incesantes quejas y recriminaciones (ya que el rey era también juez para sus súbditos) hicieron exclamar a Seleuco I: «Si las gentes supieran cuánto trabajo conlleva el escribir y leer todas las cartas, nadie querría ocupar una diadema, aunque se arrastrara por el suelo». Al parecer, en tiempos posteriores, la mayoría de la correspondencia se dirigió a las autoridades locales al crearse una administración estable. Es posible que el volumen de la documentación llevara a la creación de dos cargos distintos (aunque pudieron ser el mismo): el «escritor de cartas» (ἐπιστολογραφος, epistolographos) y el «escritor de memorandos» (ὑπομνηματογραφος, hypomnematographos).
Como no había tradiciones ni leyes que legitimaran estas dinastías, mucha de su autoridad provenía de mostrarse carismáticos a través de actos personales de heroísmo, devoción religiosa, un carácter ejemplar y generosos, principalmente con sus amigos y tropas. Pero el poder conseguido por los diádocos era transitorio, atado a sus vidas, para ser realmente exitosos debieron vincularlo a sus familias. Una dinastía era permanente, pero sus individuos necesariamente no. El sistema se hizo hereditario porque el prestigio de descender de un rey era un elemento vital de legitimación del gobernante. Y aunque no habían reglas de sucesión precisas, generalmente se esperaba que el hijo mayor sucediera al padre. A veces, el rey asociaba a su heredero como corregente, por ejemplo, los seléucidas solían nombrarlos virreyes de sus dominios orientales. Los reyes posteriores sentían el peso de preservar la herencia recibida de sus antepasados.
Básicamente, como eran reyes del territorio que podían conquistar, todo monarca helenístico necesitaba obtener victorias militares, las que eran prueba de contar con el favor divino y de ser competentes en su trabajo, Por ello, siempre estaban en campañas militares contra sus rivales, lo que les obligó a crear un sistema administrativo y económico con el que pagar grandes ejércitos de mercenarios. Como sus dominios fueron «territorios ganados por la lanza» (δορικητος χώρα, dorikētos khōra), es decir, obtenidos mediante el derecho de conquista, las victorias eran la principal fuente de legitimidad. La victoria también les permitía repartir botín y tierras entre sus soldados y ascender a los mejores. Seleuco I afirmó: «era justo que quienes salieran victoriosos en el campo de batalla dispusieran del botín» y Antíoco IV pensaba «que la posesión por la fuerza de las armas era la forma más segura y mejor». También servían para las reclamaciones de sus descendientes. Antíoco III, legitimó su conquista de Tracia con la victoria de Seleuco I sobre Lisímaco. Asimismo, los reyes de Bitinia sacaron provecho de la victoria de Nicomedes I sobre los gálatas para afirmar sus pretensiones territoriales. Jugaba un importante papel una ceremonia tradicional de Macedonia: la aclamación por parte del ejército. En cambio, un rey incompetente y vencido podía esperar que sus tropas se amotinaran (quizás sobornadas por sus enemigos).
Para asegurar y legitimar su dominio, los reyes también fundaron numerosas ciudades. Esto exigía guarnecerlas, algo usualmente impopular entre los habitantes, pero muestra de su papel de benefactor, como un rey que protegía a sus súbditos y mantenía el orden. El historiador israelita Victor Tcherikover explicó que guarniciones macedónicas al servicio reyes helenísticos estaban encargadas de mantener el orden en las ciudades recién fundadas, pero no eran ciudadanos sino que súbditos directos de los reyes. Se distinguían de los primeros colonos, que solían veteranos del ejército alejandrino que fundaron las nuevas ciudades y recibieron la ciudadanía. También de los colonos militares macedónicos que llegaron con el tiempo para establecerse en esas urbes.

### Administración
Alrededor de estos soberanos gravitaba una corte (αὐλή, aulé) en la que el cometido de los favoritos se volvió gradualmente preponderante. Por regla general, eran los griegos y los macedonios los que casi siempre ocuparon el título de amigos del rey (φίλοι, philoi). Estos amigos incluían a sus consejeros, maestros, compañeros de cacería y parranda, gobernadores de distritos y provincias y enviados. El deseo de Alejandro Magno de asociar las élites asiáticas al poder fue abandonado, por lo que esta dominación política greco-macedónica adquirió, en muchos aspectos, la apariencia de una dominación colonial, como la separación entre la población local y la etnia minoritaria gobernante. En cada reino fueron creadas élites helénicas para reforzar la base de poder real. Sin embargo, una vez estas adquirían una base de poder permanente en el núcleo del reino, se podían volver una fuerza opositora, lo que exigió la cooperación de las élites locales para el buen funcionamiento del Estado. También debe entenderse que el control de la élite greco-macedónica sobre las aristocracias indígenas subordinadas variaron según el lugar.
Para conseguir unos colaboradores fieles y eficaces, el rey tenía que enriquecerlos con donaciones y dominios pertenecientes al dominio real, lo cual no impidió que algunos favoritos mantuvieran una dudosa fidelidad, y en ocasiones, especialmente en caso de una minoría de edad real, ejercer efectivamente el poder. Son los casos de Hermias, del que Antíoco III no pudo deshacerse fácilmente, o Sosibio en Egipto, al que Polibio achacó una reputación siniestra.
El Egipto ptolemaico fue el modelo del Estado helenístico, a diferencia del reino de los seléucidas, mucho más vagamente organizado, motivo por el que declinó relativamente rápido. Esta monarquía militar llegó a establecer un régimen de servicio a través del trabajo que no desarrollaron sus pares de Medio Oriente. Una servidumbre con similitudes a la condición de los hilotas en Esparta (fenómeno que también se daba con campesinos de otras partes de la Hélade). Su riqueza les permitió mantener un enorme aparato de burócratas y un gran ejército profesional, cuyos integrantes debían ser pagados sólo con monedas. Además, la corte, la religión estatal (especialmente importante en Egipto) y la activa política exterior de la dinastía eran otras fuentes de importantes gastos. Su administración fue organizada durante el reinado de Ptolomeo II, pues su padre debió estar más ocupado en luchar contra sus rivales, así durante su reinado no hubo distinción entre la administración civil y el Estado Mayor de su ejército.
El objetivo último del sistema era que los dominios del rey generaran la mayor cantidad de riqueza posible para el monarca, se creó el puesto de dioiketes (διοικητής), palabra que originalmente se usaba para designar al administrador de una propiedad privada, y que pasó a equivaler a un visir. Tanto el rey como su dioiketes tenían su propia corte o «casa» (οἰκία, oikía), un administrador general (οἰκονόμος, oikonomos), un contador (έκλογιστης, eklogistēs), un mayordomo o administrador de la casa (ὁ ἐπὶ τῆς οἰκίας, o epí tês oikías), un secretario (γραμματεύς, grammateús), un organizador de banquetes (εδέατρος, edeatros), un comandante de flota (στολάρχος, stolarchos), multitud de esclavos y flotas mercantes privadas; el monarca podía obsequiar al grandes extensiones de tierra o quizás el gobierno directo sobre alguna ciudad. El dioiketes se encargaba de dirigir la burocracia, leyendo informes, solicitud y quejas para luego repartir órdenes, instrucciones y reprimendas por escrito. El idioma oficial era el griego, lo que garantizó que sólo helenos obtuvieran los cargos más importantes, aunque el equipo de oficinistas encargados de ayudarlos al lidiar con los nativos debían ser tanto griegos como autóctonos helenizados.
Egipto se organizaba en nomoi (νόμοι), cada uno gobernado por un comandante (στρατηγός, strategos), siempre griego y unificaba el poder militar y la administración civil del distrito: «Su título indicaba el hecho de que el gobierno ptolemaico en Egipto era la ocupación del país por una potencia militar extranjera». Contaba con la ayuda de un superintendente para la administración de justicia (ἐπιστάτης, epistatēs), otro superintendente de la policía (φυλακίται, phylakitai) y un alguacil (επιμελητές, epimelētes) que representaba la administración financiera en el nomo. También había un administrador general, un controlador (αντιγραφεύς, antigrapheus) y un escriba real (βασιλικός γραμματεύς, basilikos grammateus). Para cuestiones económicas, a nivel local había subgerentes (υποδιοικητές, hypodioikētes) encargados de varios nomos y oficinas locales de contadores (έκλογιστηριον, eklogistērion).
La mayoría de los nomos se dividían en distritos llamados toparquías (τόποι, topos) gobernadas por un toparca (τοπάρχης, toparkhēs). A su vez, se subdividían en cada aldea (κώμη, kṓmē), cuya dirección estaba a cargo kōmarca (κωμάρχης). Cada división contaba con su propio administrador general, escriba y superintendentes. En la zona del lago Moeris había una subdivisión conocida como nomarquía gobernada por un nomarca y entre el nomos y la toparquía había otra subdivisión llamada meris (μερίς). Las antiguas capitales de Menfis y Tebas eran gobernadas por un  «subgeneral» o hipoestrategos (ὐποστράτηγος, hypostrategos o general de caballería).
La Judea tolemaica era encabezada por el sumo sacerdote, a quien se consideraba poseedor de la prostasía (προστασία), «el liderazgo de la gente». Contaba con el asesoramiento de la gerousia (γερουσία), un consejo de ancianos influyentes y ricos. Su poder estaba limitado por el comandante para toda la región, quien contaba con varios hiparcas (ὑπάρχω, hyparchō) para administrar unidades administrativas, que a su vez se subdividían en toparquías al mando de un toparca (τοπάρχης, toparchēs). Los asuntos económicos estaban a cargo de un administrador general y un recolector de impuestos (διοικητής, dioikētēs), y las cuestiones político-administrativas eran responsabilidad de un comarca (κωμάρχης, kōmarchēs). Las ciudades de Escitópolis, Tel Dor, Jafa, Ascalón y Gaza eran polis semiautónomas.
Sólo el rey tenía poder absoluto, pues los gobernadores provinciales tenían un poder limitado por el ecónomo, y los comandantes de las guarniciones eran elegidos por el rey y estaban subordinados a él. Sin embargo, el sistema era lo suficientemente flexible como para adaptarse a las condiciones locales, permitiendo una estabilidad inicialmente sólo amenazada por revueltas limitadas, como la de Magas en Cirene o la del corregente Ptolomeo el Hijo en Asia Menor. Según Reden, donde las élites reales y las locales pudieron combinar sus intereses, hubo colaboración y estabilidad. En los lugares donde no sucedió el malestar e inestabilidad social fueron inevitables.

### Culto al rey
Herencia de las teocracias orientales, los soberanos helenísticos fueron divinizados para legitimar su poder absoluto y hacer que sus súbditos reconocían su poderío. Esta divinización, iniciada en el reinado de Alejandro Magno, significaba que al soberano le rendía honores sus súbditos y las ciudades autónomas o independientes que habían sido favorecidas por el rey, lo que permitió reforzar la cohesión de cada reino en torno a la dinastía reinante. Esto también tenía antecedentes en la creencia griega que aquellos hombres con grandes logros, usualmente militares, podían verse divinizados después de la muerte.
Es probable que los reyes de mediados del siglo III a. C., fueron adoptando cada vez más simbología autóctona en sus títulos porque el elemento indígena en sus ejércitos fue creciendo. Los monarcas trajeron gran cantidad de colonos y mercenarios helénicos, pero igualmente debieron mezclar sus formas de legitimidad, destacando el sincretismo religioso que promovieron junto al culto a sus dinastías, conocida cada una como la «casa sagrada» (Ἱερά Οἰκία, Hiera Oikia). Por este motivo, el historiador Henrique Modanez de Sant Anna afirmaba que ese culto sólo existió en territorios donde había una importante cantidad de griegos y macedónicos, pero la mayoría de la población eran pueblos autóctonos, mientras que en lugares donde la mayoría eran helenos no se desarrolló (como Macedonia o Pérgamo). En cambio, Jerome Jordan Pollitt sostuvo que la única excepción fueron los antigónidas, quienes siguieron el modelo tradicional de la monarquía macedónica. Este culto habría empezado como uno al rey y sus ancestros antes de hacerse público e incluir a todos los miembros de su familia, como su consorte. En el caso Egipcio, este culto pudo comenzar tan pronto como con Ptolomeo I. Esta búsqueda de legitimidad en un reino recién creado explica porque se robó el cadáver de Alejandro Magno, pues mostrar una estrecha relación con el conquistador era otro aliciente en mostrarse como su sucesor.
Basándose en la idea aqueménida del derecho divino a gobernar, los reyes helenísticos justificaban su poder en ser representantes de los dioses. Los nobles y ministros fueron elegidos por el propio rey, pero para llevar a cabo con éxito y ante el pueblo tal sistema, insistieron en la idea de la divinidad, es decir, el rey tenía derecho a gobernar y a seleccionar la nobleza porque su poder lo había obtenido a través de su linaje divino y porque él mismo era en cierto modo un dios. El paso siguiente fue iniciar el culto al rey.
Este sistema de divinización fue más político que religioso y tenía sus antecedentes en el pensamiento griego anterior con ejemplos de veneración a héroes y otros personajes mortales que se convirtieron en deidades después de su muerte, como es el ejemplo de Asclepio y otras figuras menores que habían sido jefes militares o fundadores de ciudades. La deificación o apoteosis en vida de los reyes helenísticos nunca o casi nunca fue un asunto puramente religioso o espiritual; nadie fue a rezar o a pedir gracias especiales a ninguno de estos personajes. Sin embargo, fue necesario establecer el poder político en seres considerados por sus súbditos como dioses.
El culto al rey había empezado ya en la figura de Alejandro Magno que fue reconocido como un mortal realizador de grandes hazañas y descendiente de Heracles, confirmado en el oráculo de Siwa como hijo del propio Zeus-Amón. La deificación de Alejandro en vida le sirvió en muchas ocasiones como aprobación y reconocimiento legal de su poder real. El propio Alejandro se tomaba su deificación como algo muy serio. Después de su muerte muchas de las ciudades helenísticas siguieron este proceso, deificando a algunos de sus diádocos, como ocurrió con Demetrio Poliorcetes, Antígono II Gónatas, Lisímaco, Casandro, Seleuco I y Ptolomeo I.

### Deificación ptolemaica
Ptolomeo I nunca pidió honores divinos, pero su hijo Ptolomeo II organizó la ceremonia de la apoteosis para su padre y su madre Berenice, con el título de Dioses Salvadores (Sóter). Más tarde, hacia el año 270 a. C., Ptolomeo II y su esposa Arsínoe fueron deificados en vida con el título de «Dioses hermanos» o filadelfos (Φιλάδελφος). Se sabe que se les rindió culto en el santuario de Alejandro Magno que aún existía, donde su diádoco Ptolomeo I había depositado el cuerpo (en la actualidad es un misterio el paradero de este santuario).
Los reyes y reinas sucesores de Ptolomeo II fueron deificados inmediatamente después de su ascenso al trono, con ceremonias de apoteosis en que podía verse la influencia de la religión y tradición egipcias. En el Egipto helenístico el culto al rey fue una fusión entre las tradiciones griegas para la deificación política y las tradiciones egipcias, con una gran carga religiosa.

### Vasos de la reina
Son unas jarras de cerámica vidriada, fabricadas en serie, que se utilizaban en las fiestas que se hacían para el culto de los reyes. Se levantaban altares provisionales donde se hacían las ofrendas. Las libaciones de vino se depositaban en estas jarras especiales que solían estar decoradas con el retrato de la reina que ocupaba el trono en ese momento. En el entorno artístico se llaman vasos de la reina porque siempre viene representada la reina, con una cornucopia en la mano izquierda y un plato de libaciones en la derecha, con un altar y un pilar sagrado. Los relieves descritos iban acompañados con inscripciones que servían para identificar a la reina representada. Algunas de estas jarras o vasos han aparecido en distintas tumbas. Estos ejemplares se pueden fechar desde Ptolomeo II hasta el año 116 a. C.. El vestido de las reinas es fundamentalmente griego: llevan un quitón sin mangas y un himatión enrollado alrededor de la cintura y recogido sobre el brazo izquierdo.

### Deificación de los seléucidas
A la muerte de Seleuco I su hijo Antíoco I preparó la ceremonia para su apoteosis. Más tarde se fundó un sacerdocio especializado para el culto del monarca vivo y de sus antepasados. Los reyes de Pérgamo dijeron ser descendientes del dios Dioniso. Estos reyes eran venerados en vida, pero solo después de su muerte recibían el título de theos. Antíoco III en el 193 a. C., creó una comunidad de sacerdotisas que serían las encargadas del culto a su esposa Laódice. Una de las normas dictadas por este rey para dichas sacerdotisas fue que en su indumentaria debían llevar una corona de oro decorada con retratos de la reina.

## Economía
Los historiadores Fritz Heichelheim y Mijaíl Rostóvtsev creían que desde el comienzo del período, surgieron mercados internacionales de productos básicos, materiales de construcción, mano de obra y artículos de lujo que abastecían las demandas de las nuevas cortes, élites y ciudades surgidas en el Mediterráneo y Oriente Próximo. El crecimiento de esas cortes, sus ejércitos y burocracia estimularon ese comercio, enriqueciendo a las burguesías concentradas en esas polis. Además, la permanente necesidad de pagarle a mercenarios exigió la fundación de numerosas casas de monedas. Estas tropas, siempre en movimiento, pagaban con esas monedas, lo que generalizó su uso, facilitando el comercio internacional. En Egipto, se obligó a los campesinos a pagar sus impuestos con dinero, no especias y las autoridades locales dividieron a la población en unidades impositivas (πόροι, poroi) para facilitar la financiación de los servicios públicos locales.
Egipto fue el caso más paradigmático. Para obtener los fondos para su política exterior, el rey tenía el completo control sobre la economía del reino y siguiendo la idea de soberanía de la época faraónica, en última instancia se consideraba que el monarca era propietario del país, por lo tanto, todas las tierras y sus productos le pertenecían. Los ptolemaicos crearon una economía en parte comercial y monetaria, pero muchas industrias eran monopolios estatales. Fomentaron la producción de productos para la exportación, como aceite, bicarbonato, sal o lino fino, industrias vigiladas de cerca por agentes estatales como los prefectos de pueblos y distritos (κάπηλοι, kapēloi). Esto lo combinaron con la mantención de instituciones sociales bastante parecidas al feudalismo, según describió Max Weber, como el sistema de trabajo para el gobierno del Imperio Nuevo. Por ejemplo, en Egipto y Mesopotamia la tradición era que cada campesino acordara arrendar por 99 años la tierra, por lo que debía trabajarla de forma hereditaria. Rostóvtsev creía que uno de los principales problemas fue la incapacidad para integrar a los campesinos en el rico comercio internacional. Básicamente, estableció una narrativa en que Alejandro Magno y sus sucesores, ciudades, elites, dinero, mercenarios y libertad griega impulsaron el desarrollo económico mientras que el campo y el control estatal oriental socavaron la consolidación y crecimiento de la economía. Debe mencionarse que su visión estaba influenciada por el Imperio ruso, donde existían ciudades con burguesías urbanas capitalistas y occidentalizadas frente a un mundo agrario feudal. La historiadora alemana Sitta von Reden criticó esa visión. Para ella no existe tal división entre campo y ciudad: «Las ciudades antiguas eran agrociudades con una brecha urbano-rural muy permeable». Las élites urbanas tenían propiedades e inversiones en el campo. Tampoco existe evidencia contundente de que los mercados de la región estuvieran plenamente integrados. Es cierto que los campesinos en general tenían muchas restricciones, incluso aquellos no ligados a la tierra en condición servil, tenían fuertes restricciones y supervisiones, sin embargo, según Dorothy Thompson, la mayoría de la gente (λαοί, laoi) o campesinos (γεωργοί, geōrgoi), incluyendo los «agricultores reales» (βασιλικοί γεωργοί, basilikoi geōrgoi) no estaban en una condición servil, sino que sus obligaciones se basaban en un contrato no en una dependencia legal y obligatoria, como sería en una situación de servidumbre.
La producción agrícola también fue controlada por el Estado, siempre preocupado de generar excedentes y financiar el gasto público. La propiedad de la tierra solía dividirse en tres tipos: dominios reales (βασιλική γη, basilikē gē), que solía arrendarse; tierras privadas (ιδιόκτητος, idioktētos); y tierras otorgadas (γη εν αφήσει, gē en aphēsei) para los templos (ἱερὰ γη, hiera gē) o colonos militares; las tierras privadas y otorgadas estaban sujetas al mismo sistema impositivo. En cuanto a las primeras, también se usaban para hacer regalos a los templos o asignar parcelas a los soldados y se reservaba una parte en caso de necesitar dinero. Los ptolemaicos fundaron cleruquías, lotes de tierra hereditarios que asignaban a colonos militares de origen griego, quienes pagaban sus impuestos en dinero y debían integrarse al ejército en caso necesario. Sin embargo, no tenían que trabajar las tierras ellos mismos, sino que a veces las arrendaban. Estas parcelas solían ser parte de las propiedades de los monarcas, quienes usaban a estos colonos para socavar el poder de las instituciones feudales y los privilegios de las castas sacerdotales. Sin embargo, debe mencionarse que si un colono no se presentaba cuando era llamado a las armas, fallaba en el cultivo de la tierra o la producción caída bajo el mínimo exigido para pagar tributo, podía perder la propiedad.
Además, en ocasiones los impuestos eran tal altos que los colonos dejaban que sus lotes se volvieran tierras baldías, momento en que solían perderlas. Este proceso llamado anacoresis o anajoresis (ἀναχωρησις, anakhṓrēsis), también sucedió en la Judea tolemaica, donde muchísimos campesinos abandonaban sus tierras por la presión fiscal, y lo mismo pasaba en Egipto, donde el fenómeno no era nuevo y se unían causas como las rentas altísimas o la corvea. El Estado tolemaico crecía y su peso recayó sobre el campesinado, empobreciendo a la mayoría para beneficio de unos pocos privilegiados.

## Cultura

### Filosofía helenística

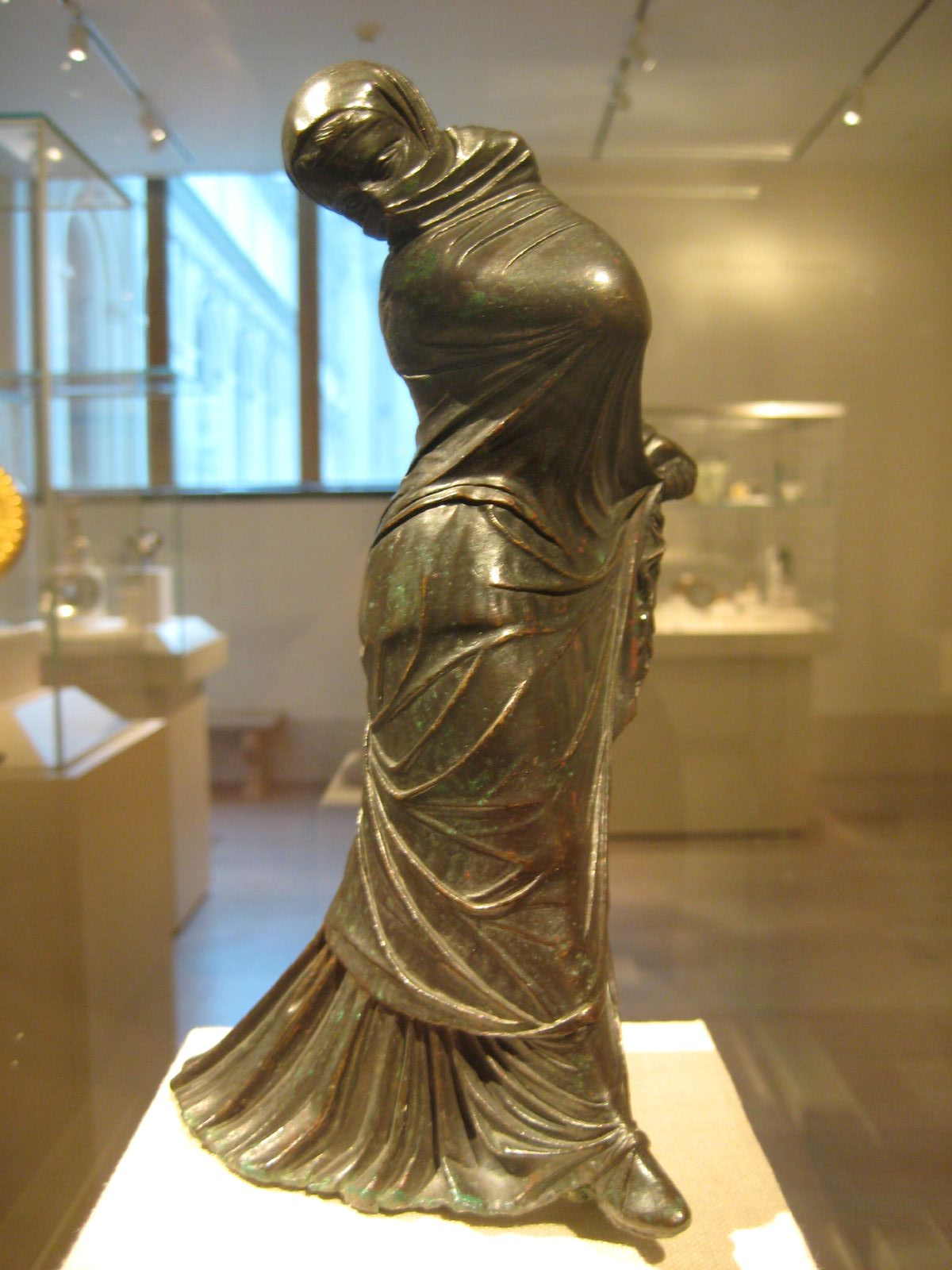
Figurilla de bronce de una bailarina proveniente de Alejandría, siglos o.
Las estatuillas de bronce y otros materiales que solían ser ofrendas votivas, representando a Terpsícore o a las ménades, pero durante este período pasaron a presentar bailarinas profesionales con gran naturalismo y servían de decoración.

Desde el comienzo del período, la ética se vuelve la principal preocupación de la filosofía, que reemplaza a la religión tradicional como guía del comportamiento, fuente del desahogo espiritual y antídoto contra el materialismo, la superstición y el egoísmo. Según el historiador Arthur Fairbanks, los nobles griegos de este período vivían en una sociedad de «"Cultura Ética"» en que se sentían obligados a elegir entre vivir en el lujo y el placer egoísta o buscar la salvación en el ascetismo o rituales supersticiosos. Esta fase dura los primeros dos siglos del helenismo y tuvo como centro Alejandría.
Mucha gente culta dejó de ver la política como una carrera laboral viable y se dedicó a la filosofía y la ciencia, debido a que vivía en un mundo donde son reyes y no asambleas de ciudadanos los que toman las decisiones, las preocupaciones se vuelven mucho más individualistas y el ideal de vida sabia se centra en el abandono del mundo de las normas, de las convenciones y de las inquietudes políticas y reemplazar la palabra por un comportamiento ejemplar.
También hubo una revalorización del pensamiento de Platón y Pitágoras, aunque escuelas filosóficas empiezan a fragmentarse. Así, la Academia fundada por el primero empieza a dedicarse más a la investigación matemática, astronómica y musical que a la especulación filosófica, a la vez que surgen «escuelas socráticas menores» de los megáricos, los cínicos y los cirenaicos. Respecto de la Academia, pasa por una primera etapa apodada Academia Antigua en que es dirigida por Espeusipo, Jenócrates, Polemón y Crates, todos fieles a las enseñanzas de su fundador. Con la Academia Media gana importancia el escepticismo filosófico, siendo dirigida por Arcesilao, Carnéades, Clitómaco y Metrodoro. Finalmente, durante la Academia Nueva el escepticismo es rechazado y los eruditos se centran en el eclecticismo encabezados por Filón.
En respuesta, surgen con fuerza dos grandes escuelas éticas: el epicureísmo y el estoicismo. La primera fue fundada por Epicuro, quien fue influenciado por el atomismo de Demócrito, quien consiguió discípulos y difundió sus ideas, aunque no tanto como la otra escuela. La segunda fue fundada por Zenón y sus sucesores inmediatos se los considera parte del estoicismo antiguo (Cleantes y Crisipo). Durante el siglo II a. C., destacó el estoicismo medio con exponentes como Diógenes, Panecio y Posidonio. Su última fase se vivió durante el Imperio romano y con autores que escribieron en latín y griego. Una tercera respuesta fue el escepticismo de Pirrón.
Por su parte, Liceo aristotélico o peripatético se centra en observar y clasificar las especies vegetales y animales e investigar la historia griega. Aristóteles es sucedido por Teofrasto y Estratón durante un período en que su escuela vivió un gran desarrollo. Un intento de reconstruir la escuela de Pitágoras ocurrió a partir del siglo I a. C., el que tomó fuerza durante la época romana y centrada en el eclecticismo. Por último, la influencia de la filosofía griega en los judíos llevó a la creación de la secta mística de los esenios en el siglo II a. C..
Esta etapa ética fue sucedida por otra etapa donde la temática principal fue la religión y que se prolongó hasta el final del Imperio romano. Según Alfonso Reyes Ochoa, en esa etapa que llama «de los judeo-helenos», la relación entre la divinidad y sus criaturas es el centro del mundo, no limitada como pasaba con los estoicos, alejada como con los epicúreos o ignorada como con los escépticos.

### Religión helenística

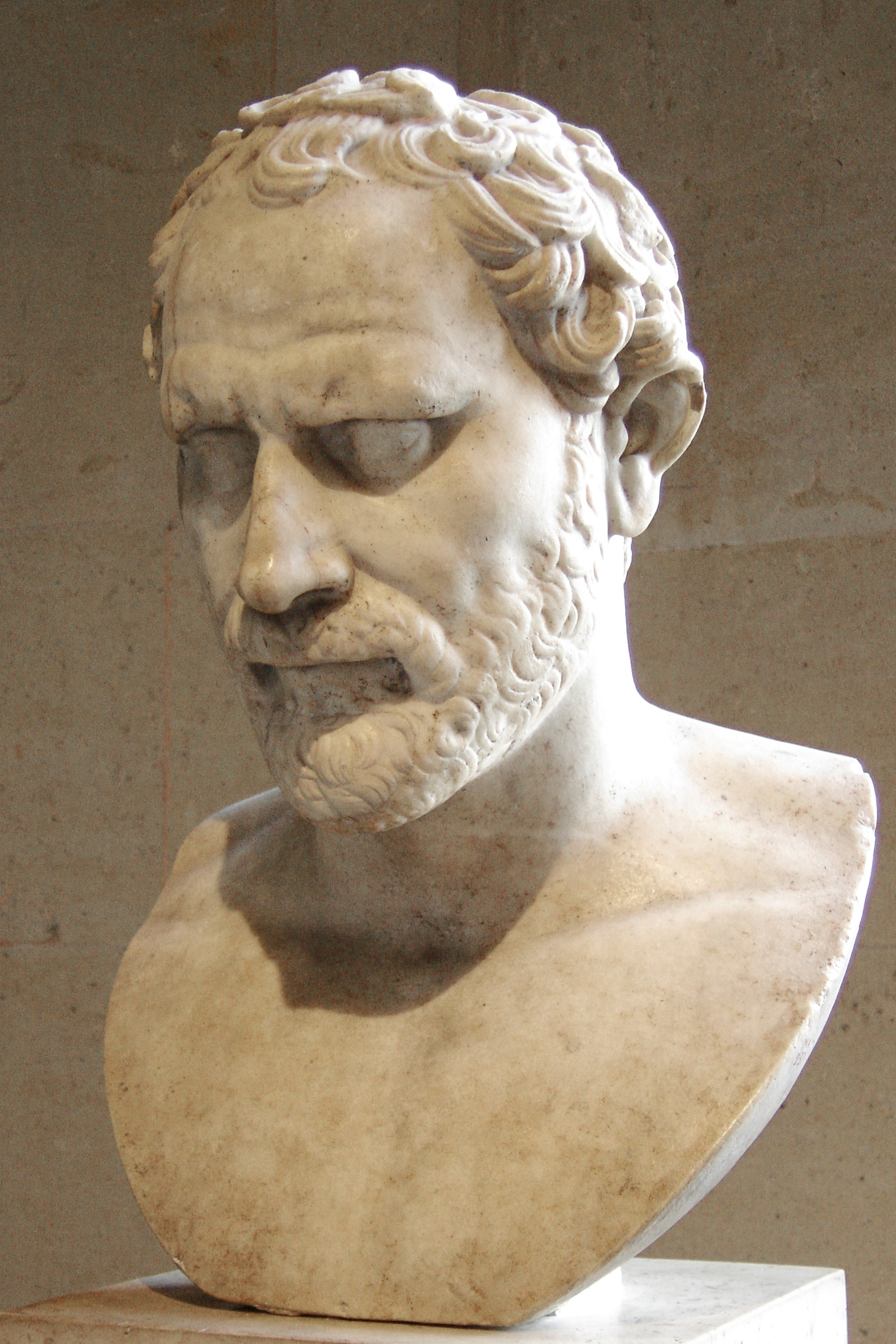
Busto romano en mármol de Demóstenes, basado en original de bronce de Polieucto de inicios del, según Fleming y Honour expresa el contraste de un cuerpo débil y frágil y la fuerza de un alma indomable y noble, donde el primero impide que el segundo sea capaz de vencer a Filipo II de Macedonia.

En aquel mundo el problema ético se vuelve cada vez más importante desde el siglo III a. C., y sigue una nueva inquietud religiosa y mística producida por un decaimiento de la religión tradicional que estaba muy relacionado al sentimiento de lealtad a la ciudad-estado nativa de cada heleno que también había decaído. Las nuevas escuelas filosóficas ayudaron a romper los vínculos entre cultos locales y los dioses olímpicos sin destruir a las divinidades mismas: los escépticos eran los únicos que expresaban dudas hacia su existencia, los epicúreos admitían su existencia, aunque negaban que intervinieran en las vidas humanas, y los estoicos los consideraban como intermediarios entre las personas y una realidad divina superior. Para el siglo II a. C., los dioses se veían cada vez menos como moradores de un mundo superior que influenciaba la vida humana y más como personificaciones de conceptos abstractos como amor, muerte, sabiduría, valor, oportunidad, suerte, conflicto o mala memoria.
Este proceso facilitó que los helenos pudieran identificar a sus divinidades con las de otros pueblos, pues empezaron a ver a sus dioses como otras expresiones de los dioses egipcios o asiáticos (interpretatio graeca). Sin embargo, los ritos de adoración tradicional se mantuvieron como expresión del respeto a los ancestros y su herencia.
Este intercambio comenzó con Alejandro Magno, quien era muy religioso y respetuoso de los cultos griegos tradicionales, pero también respeto las religiones de los pueblos que conquistaba, reconstruyendo sus templos o participando de rituales con nobles macedonios, persas y egipcios a la vez. De hecho, él ya veía a los dioses extranjeros como otras expresiones de los olímpicos. Los ptolemaicos en Alejandría continuaron su política promoviendo los cultos a Adonis y Serapis para unir a semitas, griegos y egipcios.
En simultáneo, ganaron relevancia el culto de Tique como una especie de gran diosa, los misterios dionisíacos como celebraciones desenfrenadas donde abundaban la danza, la música rítmica, el alcohol y la excitación sexual, y la creencia en la metempsicosis entre los seguidores del orfismo. Y, aunque los helenos se dejaban influenciar jamás habían sido muy propensos a aceptar cultos extranjeros, en esta época se popularizó la adoración de Isis, que pasó de ser una divinidad egipcia a una especie diosa madre de todas las cosas. De hecho, este culto proliferó porque cuando Alejandro Magno fundó Alejandría lo promovió en la ciudad, algo que continuaron los ptolemaicos entre los colonos atenienses, lo que llevó a su expansión a la propia Atenas, las islas del Egeo, Beocia, Corinto y el Peloponeso; esto fue facilitado por la identificación de Isis con diosas tradicionales como Selene, Hera, Io, Afrodita, Higía y especialmente Deméter. Finalmente, por influencia del orfismo, en torno a su figura surgió una religión mistérica.
En cambio, los seléucidas introdujeron en Antioquía festivales, dramas, filosofía y retórica griega y promovieron la adoración de los dioses griegos, pues se veían como continuadores de la política de Alejandro Magno de helenizar el Oriente. Según Fairbanks, la religión helena, que por su naturaleza era esencialmente étnica, casi se volvió una universal.
Solo durante aquel período hubo una profunda especulación sobre la predestinación y el libre albedrío, resultado del descubrimiento de que existían leyes naturales que regían el movimiento de los cuerpos celestes, lo que también influyó en el desarrollo de la astrología. Los planetas se volvieron parte de una nueva mántica que afirmaba basarse en un poder espiritual universal. Por otra parte, la importancia de los videntes, especialmente a la hora de tomar decisiones militares, disminuyó respecto de la Grecia clásica.

### Arte

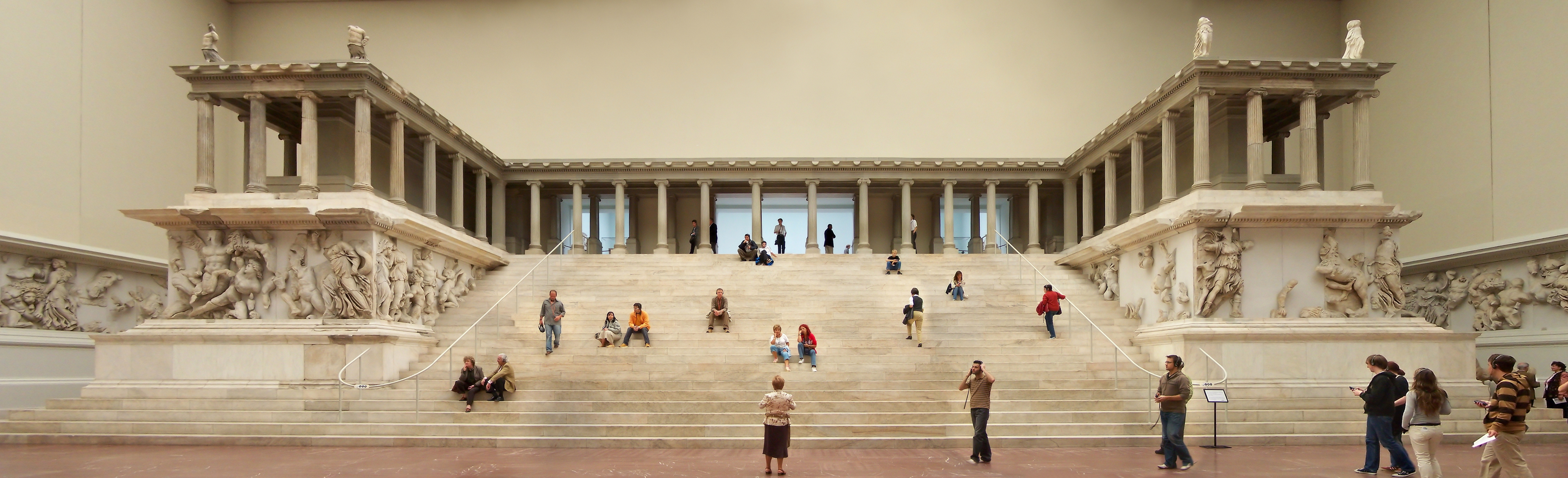
El Altar de Pérgamo. Levantado sobre una plataforma de 6 metros de altura, rodeado de una columnata jónica y con la entrada ubicada en la parte posterior para que todo visitante tuviera que rodear y ver la construcción. Rodeando la base hay un friso escultórico de 90 metros de largo y al interior de la columnata, a la altura del altar, hay un segundo friso de 73 metros. El primer friso está dedicado a la batalla entre dioses y gigantes, y como la talla era profunda se dan contrastes de luces y sombras que realzan la expresividad y la evocación de divinidades celestiales frente a gigantes terrenales. También se denota el naturalismo de los cuerpos según Fleming y Honour.

Durante este período se crearon los conceptos de norma al que debe aspirar el arte y de un momento clásico o punto culminante en que se llega a la máxima perfección y desde el que todo lo que sigue el decadencia, aunque los griegos de la época lo fechaban a finales del siglo IV a. C., con escultores como Praxíteles o Lisipo o el pintor Apeles, y no en el siglo de Pericles como hicieron autores posteriores. Al contrario del arte del período anterior, el helenístico busca el realismo, costumbrismo y retratar lo usual en lugar de una mitología fabulosa. Las estatuas, pinturas e incluso los templos dejaron de verse como simples imágenes para rituales, pasando a considerarse creaciones de artistas individuales pagados por mecenas que deseaban que se les hicieran elogios o propaganda política. Esto condujo a una secularización del arte y que se coleccionara y promocionara las obras de artistas famosos.
En las artes plásticas también surgió una corriente fuertemente conservadora y clasicista que se justificaba en Platón, quien afirmaba que las obras de arte debían ajustarse a una norma absoluta, y por ello elogiaron al arte egipcio por no permitir innovaciones artísticas. Sin embargo, desde Aristóteles surgieron críticas filosóficas que animaron la expresividad, el eclecticismo, el cultivo de la individualidad de cada autor y la noción de que un estilo artístico puede ser adecuado en ciertas circunstancias y en otras no. Empiezan a surgir figurillas de enanos gesticulantes, jóvenes descarnados o jorobados lisiados pidiendo limosna. También se representan a seres humanos en actos o posiciones instintivas y no controladas, como figuras de niños durmiendo profundamente. La estatuilla de Tanagra representa a mujeres del entorno cotidiano de los autores. Según los historiadores de arte, John Fleming y Hugh Honour, tradicionalmente los griegos consideraban que bello y bueno eran equivalentes, de ahí que sus héroes y dioses fueran hermosos y los villanos deformes, norma que mantuvieron las teorías sobre la estética de Sócrates y Platón. En esta época se empieza a distinguir la nobleza del alma interior de la belleza del cuerpo exterior, favoreciendo el surgimiento del naturalismo. También surgió un gusto por esculturas pequeñas y exquisitas como por las enormes y grandiosas en marcado contraste con el siglo V a. C., que tenía un ideal del punto medio. Entre las esculturas destacan por haber sido imitadas o copiadas por los romanos, la Venus de Médici y el Apolo de Belvedere. Ninguna de las dos fue muy famosa en su tiempo, pero cuando fueron redescubiertas a finales del siglo XV y mediados del XVI respectivamente saltaron a la fama. Entre los escultores destacan Lisipo y su aprendiz Cares. El primero realizó una estatua de Alejandro Magno de 18 metros de altura para la ciudad de Tares, mientras que el segundo pasó a la posteridad por ser el autor del Coloso de Rodas y por dejar atrás el canon de proporciones establecido por Policleto, que se basaba en medidas humanas reales. Estableció como nuevos parámetros la corpulencia muscular, los hombros anchos y excesivamente desarrollados, cabezas ligeramente reducidas y extremidades ampliadas para dar mayor altura. A estos modelos se les asignada la cara de la persona concreta retratada.
Los cambios también se expresaron en la funeraria. Hasta el siglo IV a. C., en Grecia y especialmente Atenas, los muertos eran incinerados o enterrados en receptáculos nada pretenciosos y se los recordaba con lacónicas y breves estelas. Sin embargo, empezaron a aparecer sarcófagos bellamente decorados con esculturas pintadas, una forma de arte que expresaba una nueva forma de ver el más allá y que fue el tipo de funeraria dominante hasta la expansión del cristianismo, siendo uno de sus ejemplos más famosos el sarcófago de Alejandro. En él aparece el retrato personal del conquistador macedonio, que además es mostrado casi divinizado asemejando a Heracles, algo muy poco frecuente entre los griegos anteriores, por lo que se considera un ejemplo temprano de mezcla de influencias helenas y orientales.

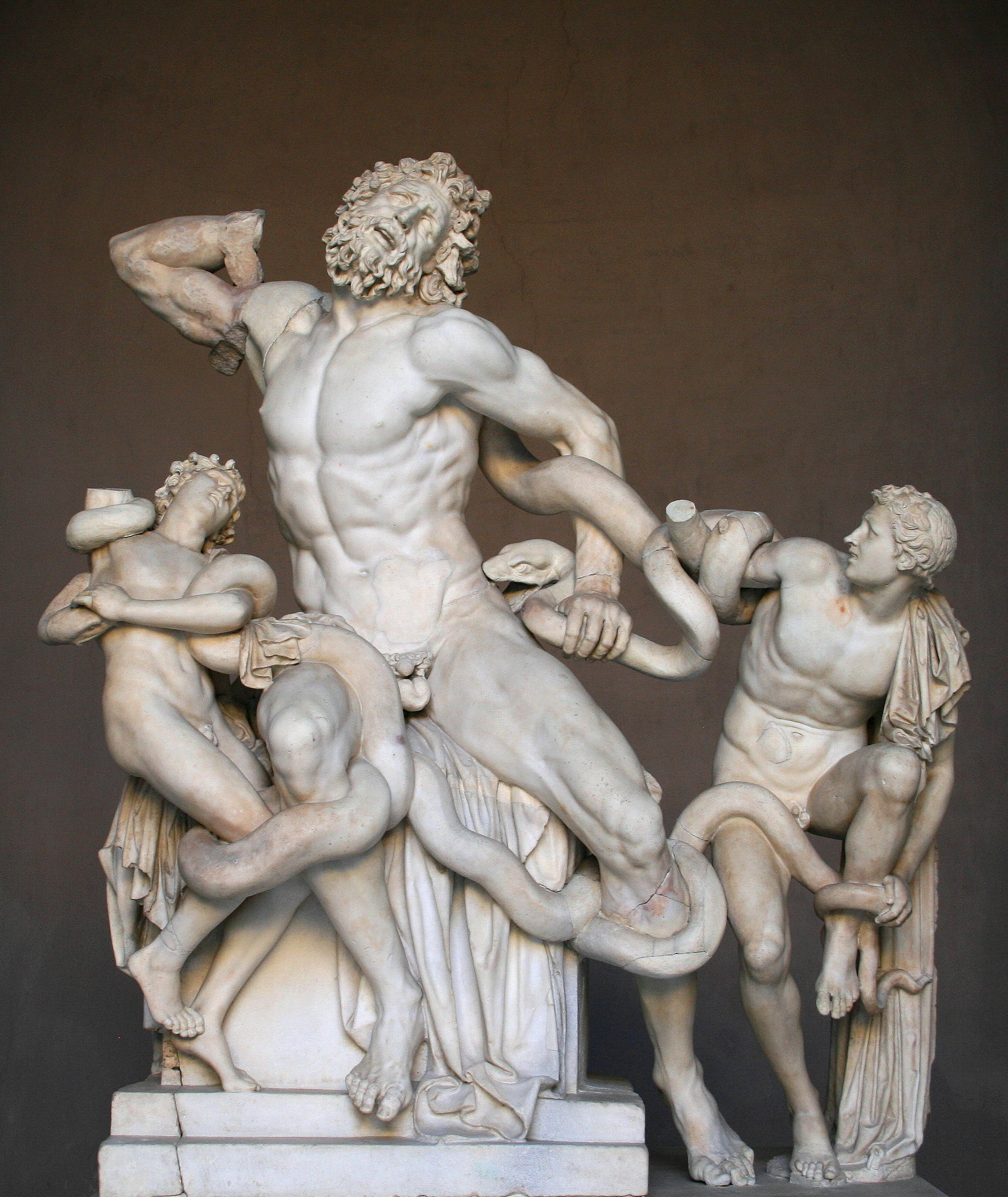
Laocoonte y sus hijos, grupo escultórico del. Se basa en un original de Pérgamo del.

El teatro perdió su trasfondo heroico y arquetipos míticos con una nueva comedia, una lengua que imitaba la cotidiana y una propuesta que trata de las cosas de todos los días. Por ejemplo, en la literatura de Caritón, Jenofonte, Teocrito, Herodas y Aquiles Tacio o las comedias de Menandro se representan a mujeres típicas del día a día. Respecto de las pinturas y mosaicos helenísticos, estos se extendieron por la península itálica desde el siglo II a. C., traídos por soldados y oficiales romanos victoriosos frente a Antíoco III, haciendo que en Roma empezara a amarse lujos como divanes de bronce, muebles espléndidos, colchas, cortinas y otras telas preciosas en marcado contraste con los ideales austeros de los primeros romanos.
En este período también nació la filología en todos los aspectos abarcables. Muchos bibliotecarios y hombres de letras dedicaron su vida y sus estudios a dar forma a las obras literarias, a la gramática, las palabras, la crítica literaria, clasificación de libros, etc. A la vez, la literatura siguió los modelos clásicos, con escritores destacados como Calímaco de Cirene y de su discípulo Apolonio de Rodas.
El ámbito de las joyas tuvo su estilo propio, aunque ligeramente influenciado por la etapa anterior. Se pusieron de moda los colgantes con formas de victorias aladas, palomas, ánforas y cupidos, utilizando para su elaboración las piedras de colores, sobre todo el granate. También se utilizaban otras gemas para hacer figuras en miniatura, como el topacio, ágata y amatista. El vidrio entró en los talleres de los artistas como sustituto de las piedras preciosas y con este material confeccionaban toda clase de objetos, sobre todo camafeos.
En el deporte, el ideal de cuerpo atlético deja de ser un ideal exclusivo de clases altas porque los atletas pasan a ser aristócratas aficionados a profesionales. Esto se expresó en el arte, donde se dejó atrás la representación de la ligereza y agilidad para hacer hincapié en el vigor físico y el peso.

### Ciencias

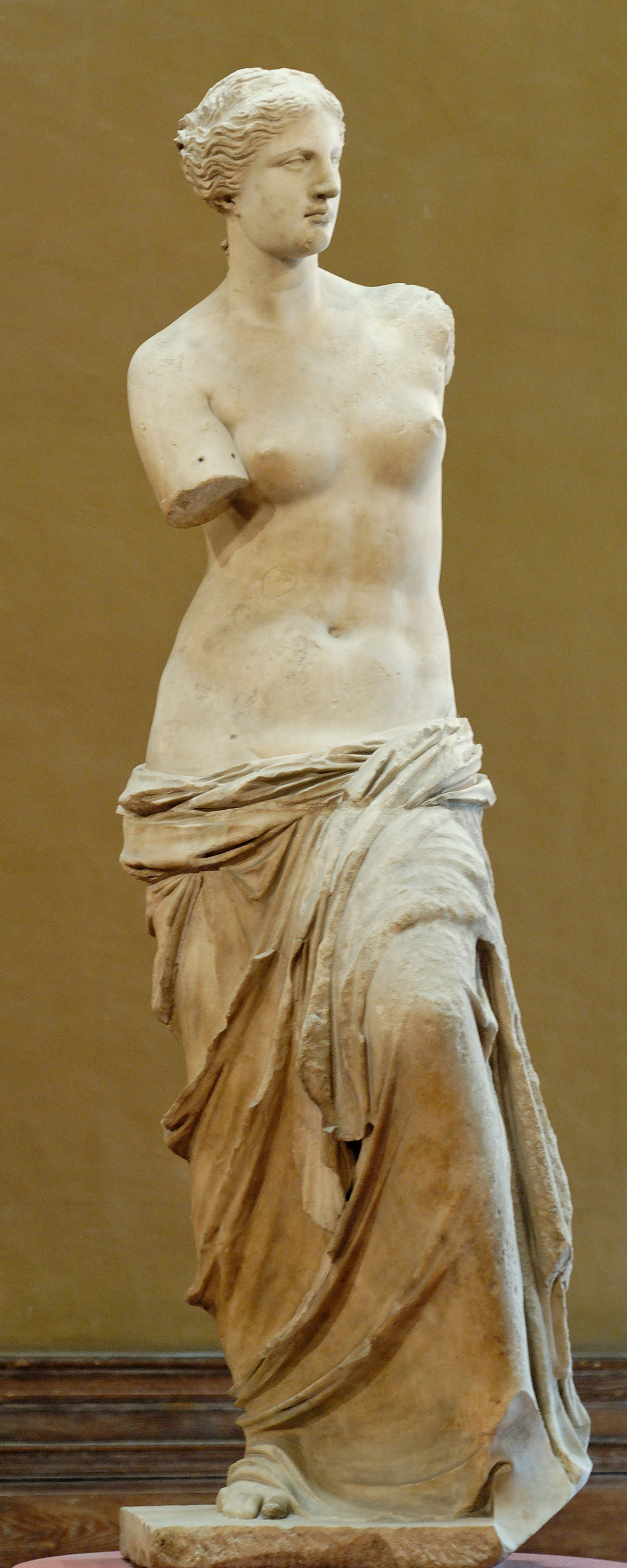
Venus de Milo, estatua descubierta en Milo, una isla al sur del mar Egeo, datada a fines del.

A partir del siglo IV a. C., la mayoría de los artistas fueron griegos de las colonias de Asia. Se dio un gran avance en el mundo de las ciencias, medicina, astronomía y matemáticas. Estas últimas fueron disciplinas estudiadas y enseñadas por grandes sabios como Euclides, Apolonio, Eratóstenes, Arquímedes, etc. Durante este período también adquirieron su carácter de ciencias independientes de la filosofía, siendo favorecidas para su desarrollo por el mecenazgo gracias al cual fueron creadas aulas de investigación y museos especialmente en Alejandría, que comprendía observatorios, jardines botánicos y zoológicos, salas de medicina y disección, etc.
El estudio de las matemáticas, sobre todo en la capital ptolemaica, tuvo una importancia enorme no solo por la materia en sí, sino como aplicación al conocimiento del Universo. En el museo de Alejandría estudiaron, investigaron y enseñaron grandes sabios como Euclides (que fue solicitado por Ptolomeo I), que supo organizar todas las investigaciones precedentes y añadir las suyas propias, aplicando un método sistemático a partir de principios básicos. Él sentó las bases del saber matemático a partir de las cuales evolucionó dicha materia a través de los siglos hasta llegar a la reciente invención de las nuevas matemáticas.
En geometría el gran maestro en Pérgamo y en Alejandría fue Apolonio. Ofreció la primera definición racional de las secciones cónicas. Arquímedes fue un gran matemático, interesado en el número π al que dio el valor de 3,1416. Se interesó también por la esfera, el cilindro y fundó la mecánica racional y la hidrostática. Estudió la mecánica práctica inventando máquinas de guerra, palancas y juguetes mecánicos. Su mejor invento práctico de uso inmediato fue el tornillo sin fin, utilizado en Egipto para las labores de irrigación. Otro sabio destacado fue Sóstrato, ingeniero, arqueólogo y constructor del faro de Alejandría.
El estudio de las matemáticas favoreció el conocimiento de la astronomía. Se despertó un nuevo interés científico por conocer la Tierra, su forma, su situación, su movimiento en el espacio. Eratóstenes, bibliotecario de Alejandría, creó la geografía matemática y fue capaz de medir la longitud del meridiano terrestre. Aristarco fue matemático y astrónomo y determinó las dimensiones del Sol y la Luna y sus respectivas distancias a la Tierra. Aseguró que el Sol estaba quieto y que era la Tierra quien se movía a su alrededor.
Hiparco estaba dotado de un gran don de observación y desde su observatorio de Rodas pudo elaborar un gran mapa del cielo con más de 800 estrellas catalogadas y estudiadas por él. Gran conocedor de las teorías de los caldeos, comparó sus estudios con aquellos, descubriendo la precesión de los equinoccios. Hiparco sentó las bases de la trigonometría estableciendo la división del ángulo en 360 grados que dividió en minutos y segundos. Por último, Posidonio estudió las mareas, explicando científicamente su existencia y su relación con la Luna. Sin embargo, el sistema de notación de los números se hacía con la ayuda del alfabeto, así α era igual a 1, ι era igual a 10, ρ era igual a 100. Si escribían ρια, estaban escribiendo el número 111. Este sistema dificultaba mucho el manejo de las matemáticas. En el siglo III a. C. Diofanto aportó una notación algebraica que fue buena, pero que todavía resultó insuficiente. Otra deficiencia era la gran carencia de instrumentos de observación para las ciencias naturales.
La figura del médico empezó a sustituir al mago o hechicero que se valía de los milagros. Fue un personaje respetado y estimado, fue considerado un gran sabio en quien se podía confiar no solo para ayuda física, sino también para ayuda psicológica. Los lugares helenísticos donde floreció principalmente la medicina fueron Alejandría, donde ya existía cierto conocimiento científico a causa de la tradición de momificar y del respeto y estudio de los despojos mortales, y Cos, lugar de nacimiento del célebre médico y escritor Hipócrates (siglo V a. C.) y donde se mantenía una tradición médica. Lo mismo ocurría en aquellas ciudades en las que existía un antiguo santuario de Asclepio, como Cnido, Epidauro y Pérgamo.

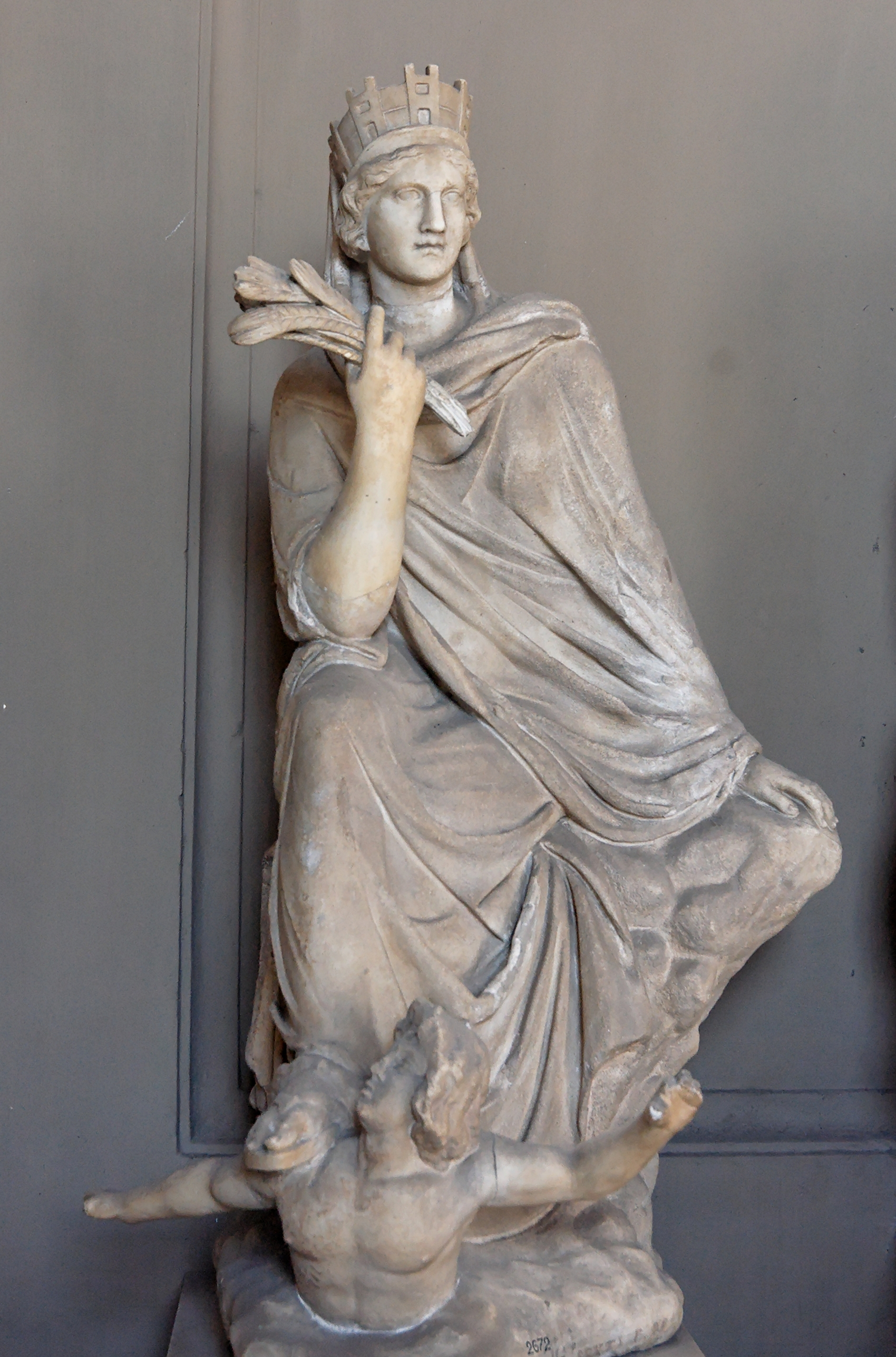
Tique de Antioquía, obra de Eutíquides, inicios del.

Herófilo aprendió en Alejandría mucho sobre anatomía, practicando con la disección de cadáveres e incluso con la vivisección de seres humanos (criminales convictos). Descubrió el sistema nervioso y explicó su funcionamiento y el de la médula espinal y del cerebro y estudió el ojo y el nervio óptico. Fue poniendo nombres de objetos que él creía parecidos en la forma a las partes de anatomía que iba estudiando y descubriendo. Sus estudios y descubrimientos fueron trasmitidos gracias a la labor de la escuela de medicina que fundó y que duró unos 200 años. Erasístrato trabajó e investigó en Alejandría siguiendo la labor de Herófilo, fundando su propia escuela de medicina y dedicándose al estudio de la fisiología y la circulación de la sangre.

### Judaísmo helenístico
A principios del siglo I a. C. tiene lugar la diáspora judía a través del mundo helenístico. A partir de entonces, gran parte de los judíos —especialmente los que vivían en Egipto, Anatolia y Siria— comenzaron a usar el griego para entenderse entre ellos y también en las sinagogas. De este modo, comenzó a hacerse distinción entre los «judíos helenísticos» (o helenizados) y los «hebreos» (o judaizantes), que fueron aquellos que se opusieron y resistieron a la influencia griega.
En este período tuvo lugar también la traducción griega del Antiguo Testamento que se conoce con el nombre de Septuaginta o Biblia de los Setenta, ya que, según se cree, habría sido efectuada por un grupo de setenta y dos sabios alejandrinos.
De entre los judíos helenizados más destacados, puede mencionarse al filósofo Filón de Alejandría y al historiador Flavio Josefo.

## Grecia durante la época helenística

### Grecia continental
Aparentemente, algunas ciudades de la Grecia independiente, como Atenas y Corinto, conservaban su autonomía, sus instituciones y sus tradiciones. Pero mientras Atenas seguía con la decadencia fruto de su derrota en la guerra del Peloponeso (perdió la mitad de su población entre los siglos V y siglo III a. C.), perdiendo población e importancia económica, Corinto logró mantenerla hasta su saqueo por los romanos. De todas formas, los problemas sociales que iban surgiendo, más el empobrecimiento paulatino hicieron que esta Grecia clásica, no perteneciente a los estados helenísticos, fuera sufriendo una crisis tras otra hasta la intervención de Roma.
Atenas perdió su democracia y asistió a la disminución de su comercio debido al fin de las cleruquías (reparto de tierras a los pobres) y que el puerto de El Pireo dejó de ser una escalada estratégica de las rutas comerciales. Su última crisis económica fue producida por saqueo que sufrió a manos del procónsul Lucio Cornelio Sila, originando un descenso de los salarios, abandono de los cultivos y reducción de las ya limitadas exportaciones de artículos como vino, aceite y algunos productos de lujo. Las consecuencias lógicas de la situación fueron el empobrecimiento del pueblo y el descenso de la natalidad. Estas circunstancias favorecieron el mercenariado, el bandolerismo y la piratería como formas de subsistencia. Sin embargo, su importancia intelectual se mantuvo gracias a la importancia de sus fiestas, sobre todo las dionisíacas y los misterios eleusinos, durante las cuales se representaban comedias nuevas, y a las que muchas veces acudieron gobernantes helenísticos. Las escuelas filosóficas tampoco perdieron su atractivo y de las más brillantes del mundo griego.
En Esparta hubo un resurgir de los tiempos arcaicos, un intento revolucionario para comenzar de nuevo un Estado, movimiento encabezado por los reyes Agis IV y Cleómenes III. Se abolieron las deudas, se crearon nuevas clases de ciudadanos, se repartieron tierras y se organizó una nueva milicia que obtuvo algunos éxitos hasta que fueron vencidos por la Liga Aquea en el 222 a. C.. Cleómenes III fue sucedido por el rey Nabis, que fue el último hasta la intervención de Roma.

### Grecia insular
Las islas griegas mantuvieron una cierta prosperidad gracias a las importantes vías creadas para el intercambio entre Asia, Egipto y Occidente. Contaban, sin embargo, con la constante inseguridad provocada por los piratas de regiones como Iliria, Creta y Cilicia.
Rodas mantuvo durante todo el período su estatus de polis. Se trataba de una república de comerciantes que se aliaban con los extranjeros que les ayudaran a mejorar su posición económica. Contaba con tres puertos dotados con grandes diques y buenos arsenales, y situados estratégicamente frente a Alejandría y la costa egea asiática, desarrollaron el papel que antaño desempeñara El Pireo. La República rodia poseía además una importante marina de guerra que sabía mantener firmes a los piratas, y se regía por la llamada Lex Rhodia (ordenación helenística del comercio mediterráneo), convirtiéndose así en un enclave vital para el resto de las ciudades mediterráneas. También se convirtió en un gran foco de las artes y ciencias donde acudían los jóvenes aristócratas romanos porque contaba con grandes maestros de la retórica como Esquines (orador enemigo de Demóstenes), de ciencias como Posidonio y escultura.
Entre los rodios, la alianza con Roma se vio como el camino más realista a seguir si querían dominar el Egeo, a cambio, suministraron naves de guerra en varias guerras del siglo II a. C.. Esta alianza también garantizó que los romanos no intervinieran en los asuntos internos de Rodas. Posteriormente, en la primera guerra mitridática, la isla dio refugio a los itálicos que huyeron de las masacres cometidas por Mitrídates VI: «los rodios sabían bien que a pesar de los éxitos pónticos, las legiones ganarían al final». Sin embargo, Rodas pagó caro su involucramiento en las guerras civiles romanas, siendo castigada por César por apoyar a Pompeyo, aunque logró mantener la alianza y riquezas. Después del asesinato del dictador romano, la isla condenó el magnicidio y trató de mantenerse al margen de la guerra, pero sólo consiguió ser saqueada por Cayo Casio Longino, quien humilló a sus ciudadanos instalando una tropa romana, la primera guarnición extranjera en la ciudad desde los tiempos de Alejandro. Después de Filipos, parte de su flota era destruida, pero igualmente ayudaron a rechazar la invasión de Quinto Labieno. En recompensa, Marco Antonio les premió con el control de algunas ciudades vecinas, pero lo perdieron como castigo después de Accio. Para entonces, Rodas había dejado de ser un actor importante en el Mediterráneo y se limitaba a cooperar con los romanos.
En cuanto a Delos, se independizó de Atenas en el 314 a. C., gobernándose mediante una constitución democrática. Sin embargo, en el 166 a. C., la intervención romana la devolvió a la soberanía ateniense, convirtiéndose en una cleruquía. A partir de entonces su prosperidad aumentó, declarándose puerto franco al que llegaron mercancías desde Egipto, Siria y Fenicia. Además, contaba con grandes riquezas guardadas en sus templos, motivo de que sus sacerdotes fueran a la vez hábiles banqueros. Adoptaron como una de las principales actividades el cambio y las tasas de interés, generalmente al 10 por ciento. El empleo de la letra de cambio, el cheque y las transferencias fue práctica habitual. Otra fuente de ingresos fue el gigantesco mercado de esclavos, en el cual podían llegar a venderse 10 000 por día, tal como menciona Estrabón.
Al amparo de esta prosperidad y grandeza, la población cambió radicalmente: todos los nativos fueron deportados a Acaya, quedando en su lugar los colonos de Atenas, itálicos y asiáticos, comerciantes y banqueros de todo el mundo conocido. Todos ellos formaban grupos bien diferenciados en cuanto a costumbres y religión, pero mantenían buenas relaciones entre sí. Se trataba de una burguesía mercantil, cuyas casas estaban decoradas lujosamente y donde podía contemplarse el arte helenístico en todo su apogeo. Tal prosperidad se alargó hasta el año 88 a. C., por los saqueos y masacres cometidas por Arquelao, general de Mitrídates VI, quien ordenó a sus soldados que mataran a todos los itálicos, sin que importase su edad. Los habitantes que no eran itálicos abandonaron la isla, dejándola desierta, lo que aceleró su ruina.
Por su parte, Cos tenía una economía basada en la producción del vino, en la manufactura de cerámicas y en la fabricación de la bombicina, una seda especial que teñían de púrpura.

### Laskoiná
Las koiná (κoινά, plural de koinón, κoινόν) fueron los estados federales, también llamados ligas, formados por las ciudades más pequeñas. Estas confederaciones surgieron como una forma de protección y resistencia frente a los gobernantes macedonios, el poder hegemónico de este período, y al que sólo hacían frente estas ligas federales. Fueron dos las más influyentes durante el periodo helenístico, el Koinón Etolio (o Liga Etolia) y el Koinón Aqueo (o Liga Aquea).
El Koinón Etolio llegó a ser un estado federal muy extenso, agrupando Acarnania, Lócrida occidental y Tesalia. En las asambleas se agrupaban todos los ciudadanos de cada ciudad aliada, celebrándose dos sesiones al año, eligiéndose al jefe o estratega para un mandato anual. El koinón etolio demostró constantemente una gran hostilidad hacia el poder de Macedonia. El declive etolio comenzó al mismo tiempo que el progreso romano, hasta que perdieron su independencia en el 189 a. C..
El Koinón Aqueo fue el rival del Koinón Etolio. Tras apoderarse de Corinto, fue poco a poco anexionándose todo el Peloponeso, absorbiendo también a la ciudad de Esparta. En un principio este koinón fue aliado de Roma, la cual nunca confió en esta liga. En el 146 a. C., se declararon abiertamente enemigos de Roma, quien arrasó Corinto en respuesta, quedando la liga disuelta. Al igual que su rival etolio, su principal enemigo fue el reino de Macedonia. Contaba con una asamblea a la que podían asistir todos los ciudadanos de la confederación, con cuatro sesiones al año en el santuario de Zeus, situado en el nomo de Aigio (llamada Egio hasta 1991). Su jefe o estratega era también designado anualmente.

## Demografía

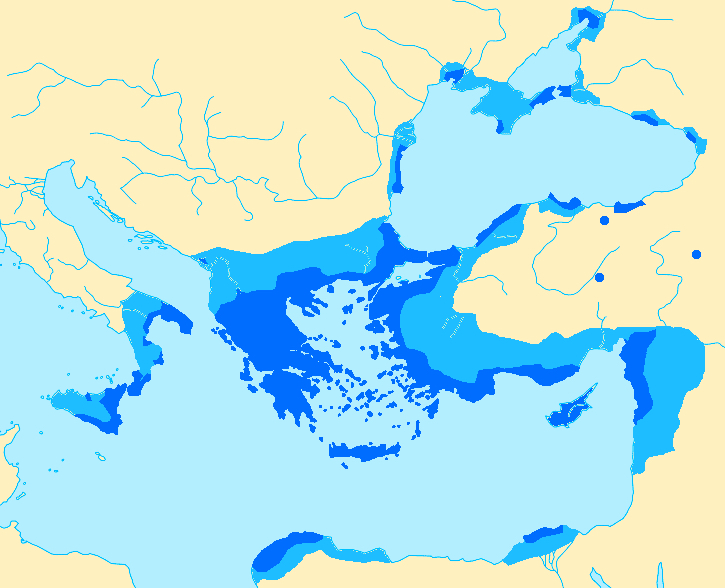
Mapa de la distribución del griego koiné durante este período. El azul aparecen las áreas donde la mayoría de su población hablara griego y en celeste zonas fuertemente helenizadas.

El historiador británico Keith Roberts, basado en diversas fuentes y estudios, considera que la población del imperio de Alejandro Magno al momento de su muerte pudo ser de dos a tres millones de habitantes para la Hélade y Macedonia, cinco a seis en Anatolia, cuatro a seis en el Levante, tres a cuatro en Mesopotamia y la meseta iraní y cinco a siete millones en Egipto, totalizando 22 a 30 millones de personas. Sin embargo, reconoce que ninguna estimación demográfica es completamente fiable. Téngase en cuenta que la población del territorio del Reino de Macedonia originalmente era de apenas medio millón según el historiador británico Paul Cartledge.
Su colega, James C. Russell se baso en los estudios demográficos de Colin McEvedy y Richard Jones para estimar la población del imperio alejandrino en 20 millones: tres millones y medio en Egipto, tres en la Hélade, doce en Medio Oriente (excepto Arabia) y millón y medio en Asia Central y el valle del río Indo. También estimaba que un cuarto de millón de griegos y macedonios pudo emigrar a Oriente en esa época, una cifra minúscula en comparación a la población nativa. Scheidel estimaba que la población del Imperio aqueménida era de 20 a 25 millones al momento de su desaparición, mientras que en la Hélade vivían tres a tres millones y medio. Según él, si se excluía Macedonia, Tesalia y Epiro la población griega descendía a dos millones. Respecto de las colonias griegas en el Mediterráneo y el mar Negro pudieron sumar otros dos millones. La población del Imperio seléucida, menos extenso que el aqueménida, era de 15 millones de personas y la del Egipto ptolemaico pudo fluctuar entre los 4 y 7 millones.
Aperghis realizó varios estudios basados en la arqueología, la epigrafía, las fuentes sobrevivientes y análisis previos sobre la densidad de población que podía sostenerse con las técnicas agrícolas de la época seléucida. Concluye que la población del imperio de Seleuco I pudo llegar a 20 millones hacia el 281 a. C., distribuidos en millón y medio a dos millones en Celesiria, cinco a seis en Mesopotamia, cuatro a seis en los territorios de la meseta iraní hasta el valle del Indo, dos en el norte de Siria y Cilicia, y cinco en el sur y oeste de Asia Menor.  Era apenas la mitad de lo que pudo tener el territorio dominado por Alejandro Magno, porque los seléucidas no controlaban Egipto, Cirene, Tracia, Macedonia, Media Antropatene, Armenia, las satrapías del noroeste del subcontinente indio y partes del norte y centro de Anatolia. Aperghis también señala que el punto de inflexión que debilitó demográfica y económicamente a este imperio no fue la pérdida de Asia Menor ante los romanos, sino la conquista arsácida de la meseta iraní y Mesopotamia. Posteriormente, reconsideró sus estimaciones y elevó las cifras a 30 o 35 millones. Su colega Peter Green elevaba la población bajo dominio seléucida a 30 millones en su mejor momento, cifra que apoyaba también Michael Avi-Yonah, quien agregó su estimación de la población étnicamente griega en el imperio: un millón de colonos, posiblemente menos. Aryeh Kasher cree posible esa cifra, aunque considera más probable que fueran sólo algunos cientos de miles. La mayoría se instalaron en colonias llamadas katoikiai que eran desde pueblos grandes a ciudades. Los colonos helénicos en Judea y Siria eran probablemente muy escasos por las guerras entre seléucidas y tolemaicos.
En el caso egipcio, los colonos soldados se concentraron en el Alto Egipto y la cuenca del lago Moeris. Los primeros llegaron como mercenarios de Ptolomeo I cuando era un sátrapa y debieron ser de Macedonia y el norte de los Balcanes, recibiendo parcelas en todas las zonas agrícolas de Egipto y Celesiria. Posteriormente, con Ptolomeo II hubo otra importante repartición de lotes en la zona del Moeris en 253 a. C., justo al finalizar la segunda de las guerras sirias. La cuenca lacustre pudo tener hasta 100 000 habitantes distribuidos en 145 villas y 1200 a 1600 km² de tierra arable a mediados del siglo III a. C., sin incluir Cocodrilópolis y varias aldeas. Los recién llegados extendieron las ideas y tecnología griegas en las zonas que poblaron. Sus descendientes se fueron mestizando con los egipcios, pero su cultura helénica y méritos les permitían ascender socialmente, volverse parte de una clase privilegiada (katoikoi) surgida hacia el siglo II a. C.. Recibían mejores asignaciones y estaban exentos de pagar algunos impuestos y realizar labores de servicio, esto les permitía asegurar la propiedad de sus parcelas en el tiempo.

### Clásica
De las obras antiguas, los libros son citados con números romanos y capítulos y/o párrafos con arábigos. Entre paréntesis aparecen los apellidos de los traductores de las ediciones usadas con el año correspondiente y las páginas citadas.
- Apiano. Guerras mitridáticas. Libro XII de Historia Romana. Véase en White, Horace (1899). The Roman History of Appian of Alexandria (en inglés) 1. Nueva York: The MacMillan Company.
- Diodoro Sículo. Biblioteca histórica. Libro XXI (fragmentos). En Walton, Francis Redding (1957). The Library of History of Diodorus Siculus (en inglés) 11. Cambridge: Harvard University Press.
- Estrabón. Geografía. Libro XIV. En Falconer, W. (1889). The Geography of Strabo (en inglés) 3. Londres: George Bell and Sons.
- Plutarco. «Si la política es el quehacer de los ancianos», parte de Moralia. Véase en Fowler, Arthur North (1936). Plutarch's Moralia (en inglés) 10. Cambridge: Harvard University Press.
- Polibio. Historias. Libro XXVIII. Véase en Paton, William Roger (1927). The Histories of Polybius (en inglés) 6. Cambridge: Harvard University Press.

### Moderna
- Agnihotri, V. K. (2010). Indian History (en inglés). Delhi: Allied Publishers. ISBN 9788184245684.
- Anderson, Terence J.; Twining, William (2015). «Law and archaeology: Modified Wigmorean Analysis».  En Chapman, Robert; Wylie, Alison, ed. Material Evidence: Learning from Archaeological Practice. Abingdon: Routledge. pp. 290-315. ISBN 978-1-317-57622-8.
- Aperghis, Gerassimos Efthimios George (1999). The Seleukid Royal Economy: The Finances and Financial Administration of the Seleukid Empire (en inglés). Londres: University College London.
- Aperghis, Gerassimos Efthimios George (2001). «Population-production-taxation-coinage: a model for the Seleukid economy».  En Zofia H. Archibald, ed. Hellenistic Economies (en inglés). Londres: Routledge. pp. 69-102. ISBN 9780415234665.
- Aperghis, Gerassimos Efthimios George (2004). The Seleukid Royal Economy: The Finances and Financial Administration of the Seleukid Empire (en inglés). Cambridge: Cambridge University Press. ISBN 9781139456135.
- Arnold, Matthew (1869). «Chapter IV». Culture and Anarchy: An Essay in Political and Social Criticism (en inglés). Londres: Smith, Elder & Co. pp. 142-166.
- Assis, Arthur Alfaix (2014). What Is History For? Johann Gustav Droysen and the Functions of Historiography (en inglés). Oxfrod: Berghahn Books. ISBN 9781782382492.
- Assmann, Jan (2001). The Search for God in Ancient Egypt (en inglés). Ítaca: Cornell University Press.
- Avi-Yonah, Michael (1978). Hellenism and the East: Contacts and Interrelations from Alexander to the Roman Conquest (en inglés). Jerusalén: Institute of Languages, Literature, and the Arts, Hebrew University.
- Bengtson, Hermann (1988). History of Greece: From the Beginnings to the Byzantine Era (en inglés). Ottawa: University of Ottawa Press. Traducción alemán-inglés por Edmund Frederick Bloedow. ISBN 9780776602103.
- Berthold, Katell (2024). Jews and Their Roman Rivals: Pagan Rome's Challenge to Israel (en inglés). Princeton: Princeton University Press. ISBN 9780691264806.
- Berthold, Richard M. (2009). Rhodes in the Hellenistic Age (en inglés). Londres: Cornell University Press. ISBN 9780801475979.
- Bevan, Edwyn R. (1927). The House of Ptolemy: A History of Hellenistic Egypt under the Ptolemaic Dynasty (en inglés). Londres: Methuen Publishing.
- Bianchi Bandinelli, R. (1981). Del Helenismo a la Edad Media. Madrid: Akal. ISBN 978-84-7339-252-5.
- Briant, Pierre (1994). Alexandre le Grand̊. «Que sais-je?» (en francés) (1ª edición). París: PUF.
- Burkert, Walter (2007). Religión griega. Madrid: Abada editores. Traducción inglés-español por Helena Bernabé. ISBN 9788496775015.
- Burn, Lucilla (1991). The British Museum Book of Greek and Roman Art (en inglés). Londres: British Museum Press.
- Cantarella, Raffaele (1972). La literatura griega de la época helenística e imperial. Buenos Aires: Losada. Traducción italiano-español por Esther L. Paglialunga.
- Cartledge, Paul (2004).  Harry N. Abrams, ed. Alexander the Great: The Hunt for a New Past (en inglés). Nueva York: Overlook Press. ISBN 9781585675654.
- Cerqueiro Daniel, La Hélade Umbral de la civilización occidental, Buenos Aires 2013, ISBN 978-987-9239-23-0
- Chandler, Tertius (1987). Four Thousand Years of Urban Growth (en inglés). Lewiston: St. David's University Press.
- Chaniotis, Angelos (2011). Greek History: Hellenistic. Oxford Bibliographies Online Research Guide (en inglés). Oxford: Oxford University Press. ISBN 978-0-19-980507-5.
- Chaniotis, Angelos (2002). «Foreign Soldiers - Native Girls? Constructing and Crossing Boundaries in Hellenistirc Cities with Foreign Garrisons».  En Pierre Ducrey, ed. Army and Power in the Ancient World (en inglés). Stuttgart: Steiner. pp. 99-114. ISBN 9783515081979.
- Chaniotis, Angelos (2018). Age of Conquests: The Greek World from Alexander to Hadrian (en inglés). Cambridge: Harvard University Press. ISBN 9780674659643.
- Chisholm, Hugh (1911). «Eumenes». Encyclopædia Britannica (en inglés) IX (11ª edición). Cambridge: Cambridge University Press.
- Copleston, Frederick (1993). A history of philosophy: Greece and Rome (en inglés) I. Nueva York: Bantam Doubleday. ISBN 0385468431.
- Day, Clide (1907). A History of Commerce (en inglés). Londres: Longmans, Green, and Company.
- Dunand, Fraçoise (1980). «L’exode rural en Égypte à l’époque hellénistique». Ktèma: civilisations de l'Orient, de la Grèce et de Rome antiques (en francés) (5): 137-150.
- Elton, Hugh (2013). Frontiers of the Roman Empire (en inglés). Londres: Routledge. ISBN 9781134724505.
- Fairbanks, Arthur (1910). A handbook of Greek religion (en inglés). Nueva York: American Book Company.
- Ferguson, Yale H.; Mansbach, Richard W. (2012). Globalization: The Return of Borders to a Borderless World? (en inglés). Abingdon: Taylor & Francis. ISBN 9781136327025.
- Fleming, John; Honour, Hugh (2004). «Arte helenístico y romano». Historia mundial del arte. Madrid: Editorial Akal. Traducción inglés-español por Marta Sánchez-Eguíbar Durán. pp. 179-225. ISBN 9788446020929.
- Frevel, Christian (2023). History of Ancient Israel (en inglés). Stuttgart: SBL Press. ISBN 9781628375145.
- Freestone, Ian; Gaimster, David R. M. (1997). Pottery in the Making: World Ceramic Traditions (en inglés). Londres: British Museum Press.
- Gabelko, Oleg (2017). «Bithynia and Cappadocia: Royal Courts and Rulling Society in the Minor Hellenistic Monarchies».  En Andrew Erskine, Lloyd Llewellyn-Jones, Shane Wallace, ed. The Hellenistic Court: Monarchic Power and Elite Society from Alexander to Cleopatra (en inglés). Swansea: Classical Press of Wales. pp. 319-342. ISBN 9781910589670.
- García Gual, Carlos (2010). Audacias femeninas: Mujeres en el mundo antiguo. Madrid: Turner. ISBN 9788417866822.
- Giannini, Humberto (1998). Breve historia de la filosofía. Santiago: Editorial Universitaria. ISBN 956-11-1359-7.
- Good, Deirdre J. (1999). Jesus the Meek King (en inglés). Harrisburg: Bloomsbury Academic. ISBN 9781563382840.
- Green, Peter (1990). Alexander to Actium: the historical evolution of the Hellenistic age (en inglés). Berkeley: University of California Press.
- Harker, Christina (2018). The Colonizers' Idols: Paul, Galatia, and Empire in New Testament Studies (en inglés). Tubingia: Mohr Siebeck. ISBN 9783161550669.
- Hölbl, Günther (2013). A History of the Ptolemaic Empire (en inglés). Abingdon: Taylor & Francis. Traducción alemán-inglés por Tina Saavedra. ISBN 9781135119768.
- Holland, Glenn S. (2009). Gods in the Desert: Religions of the Ancient Near East (en inglés). Lanham: Rowman & Littlefield. ISBN 9780742599796.
- Howard, Michael C. (2014). Transnationalism in Ancient and Medieval Societies: The Role of Cross-Border Trade and Travel (en inglés). Jefferson: McFarland. ISBN 9780786490332.
- Jouguet, Pierre (1928). Macedonian imperialism and the Hellenization of the East (en inglés). Londres: Trubner. Traducción francés-inglés por M. R. Dobie.
- Kasher, Aryeh (1985). The Jews in Hellenistic and Roman Egypt: The Struggle for Equal Rights (en inglés). Tubinga: J.C.B. Mohr. Traducción hebreo-inglés y revisión por Yehude Mitsrayim ha-Helenistit veha-Romit be-maavakam al zekhuyotehem. ISBN 9783161448294.
- Kasher, Aryeh (1990). Jews and Hellenistic Cities in Eretz-Israel Relations of the Jews in Eretz-Israel with the Hellenistic Cities During the Second Temple Period (332 BCE - 70 CE) (en inglés). Tubinga: J.C.B. Mohr. ISBN 9783161452413.
- Kohn, George Childs (1999). Dictionary of Wars (en inglés). Nueva York: Facts On File. ISBN 9780816039289.
- Kuiper, Kathleen (2010). Mesopotamia: The World's Earliest Civilization (en inglés). Londres: Britannica Educational Publishing. ISBN 9781615302086.
- Lévêque, Pierre (2006). Período helenístico. Buenos Aires: Paidós. Traducción francés-español por Julia de Jodar. ISBN 950-12-5952-8.
- Manning, Joseph Gilbert (2003). Land and Power in Ptolemaic Egypt: The Structure of Land Tenure (en inglés). Cambridge: Cambridge University Press. ISBN 9781139436618.
- Miralles, Carles (1989). El helenismo: épocas helenística y romana de la cultura griega (2.ª edición). Barcelona: Montesinos.
- Modanez de Sant Anna, Henrique (2013). «Domination and Legitimacy in Early Hellenistic Basileia: The Rise of Self-Proclaimed Kings». CHS Research Bulletin (en inglés) I (2): §1-25.
- Ogden, Daniel (2017). The Legend of Seleucus: Kingship, Narrative and Mythmaking in the Ancient World (en inglés). Cambridge: Cambridge University Press. ISBN 9781107164789.
- Pollitt, Jerome Jordan (1986). Art in the Hellenistic Age (en inglés). Cambridge: Cambridge University Press. ISBN 9780521276726.
- Ray, Fred Eugene, Jr. (2020). Hellenistic Land Battles 300-167 BCE: A History and Analysis of 130 Engagements (en inglés). Jefferson: McFarland. ISBN 9781476682563.
- Rawlinson, George (1869). A manual of ancient history (en inglés). Londres: Clarendon Press.
- Renault, Mary (2001). The Nature of Alexander the Great (en inglés). Londres: Penguin.
- Reyes, Alfonso (1979). «La filosofía helenística». Obras completas de Alfonso Reyes XX. México: FCE. pp. 159-366. ISBN 968-16-0347-8.
- Roberts, Keith (2011). The Origins of Business, Money, and Markets (en inglés). Nueva York: Columbia University Press. ISBN 9780231526852.
- Routledge, Carolyn (2020). «Chapter 25. Western Asia».  En Elizabeth Bloxam; Ian Shaw, ed. The Oxford Handbook of Egyptology (en inglés). Oxford University Press. pp. 514-539. ISBN 9780199271870.
- Russell, James C. (1996). The Germanization of Early Medieval Christianity: A Sociohistorical Approach to Religious Transformation (en inglés). Oxford: Oxford University Press. ISBN 9780195104660.
- Sacks, David; Oswyn, Murray; Lisa R. Brody (2014). Encyclopedia of the Ancient Greek World (en inglés). Nueva York: Facts On File. ISBN 9781438110202.
- Scheidel, Walter (2008). «Demography». The Cambridge economic history of the Greco-Roman world (en inglés). Cambridge: Cambridge University Press. pp. 38-86. ISBN 9781139054140.
- Shipley, Graham (2001). El mundo griego después de Alejandro, 323-30 a. C.. Barcelona: Crítica. Traducción inglés-español por Magdalena Chocano. ISBN 84-8432-230-0.
- Sinclair, T. A. (1987). Eastern Turkey: An Architectural and Archaeological Survey (en inglés) I. Londres: Pindar Press. ISBN 9780907132325.
- Speake, Graham (2019). Encyclopedia of Greece and the Hellenic Tradition (en inglés). Abingdon: Taylor & Francis. ISBN 9781135942069.
- Strootman, Rolf (2020). Courts and Elites in the Hellenistic Empires: The Near East After the Achaemenids, C. 330 to 30 BCE (en inglés). Edimburgo: Edinburgh University Press. ISBN 9780748691289.
- Thompson, Dorothy J. (2024). «Ptolemaic Egypt». Slavery and Dependence in Ancient Egypt: Sources in Translation (en inglés). Cambridge: Cambridge University Press. pp. 211-273. ISBN 9781107032972.
- Von Reden, Sitta; Lara Fabian, Eli J. S. Weaverdyck (2021). «12.A Economic Dynamics in the Hellenistic Empires».  En De Gruyter Oldenbourg, ed. Handbook of Ancient Afro-Eurasian Economies: Local, Regional, and Imperial Economies (en inglés) II. Friburgo: Albert-Ludwigs-Universität Freiburg Seminar für Alte Geschichte. pp. 591-630.
- Warry, John (2011). Las conquistas de Alejandro Magno. Oxford. Traducción inglés-español por Isabel Galera Ibáñez: Osprey. ISBN 9788447373321.
- Weber, Max (2013). The Agrarian Sociology of Ancient Civilizations (en inglés). Londres: Verso Books. Traducción alemán-inglés por R. I. Frank. ISBN 9781781681091.
- Wiesehöfer, Josef (1996). «"King of Kings" and "Philhellên": Kingship in Arsacid Iran».  En Per Bilde, ed. Aspects of Hellenistic Kingship. Aarhus: Aarhus University Press. pp. 55-66. ISBN 9788772884745.
- Wright, Chris (2025). Journal of a Dissenter: On History, Philosophy, and Psychology, 1996-2025 (en inglés). Chicago: University of Illinois.
- Zeller, Eduard (1931).  Wilhelm Nestle, ed. Outlines Of The History Of Greek Philosophy (en inglés). Londres: Routledge. Traducción alemán-inglés por L. R. Palmer.

- Datos: Q428995
- Multimedia: Hellenistic age / Q428995